# Київ-Пасажирський
Ки́їв-Пасажи́рський — позакласна пасажирська залізнична станція Київського залізничного вузла Південно-Західної залізниці, головна залізнична станція Києва, до складу якої входять три залізничні вокзали — Центральний, Південний та Приміський, що обслуговують усі поїзди далекого сполучення та приміські електропоїзди у напрямку Фастова, Коростеня, Ніжина, Яготина та Миронівки. За характером роботи — єдина пасажирська залізнична станція Південно-Західної залізниці.
Підвезення пасажирів до станції забезпечується переважно через станцію метро  «Вокзальна», а також кільцевою електричкою (ККЕ), швидкісним трамваєм, тролейбусними, трамвайними та автобусними маршрутами.
У 2014 році пасажиропотік вокзалу складав 6,3 млн осіб/рік. У 2018 році Центральний залізничний вокзал став найзавантаженішим вокзалом України, який обслужив 23,4 млн пасажирів у далекому сполученні (з них посадка — 11,6 млн пас./висадка — 11,7 млн пас.).
На початку 2019 року Міністр інфраструктури України Володимир Омелян заявив, що залізничний вокзал планують передати в концесію терміном на 20 років. Пілотним проєктом має стати Центральний залізничний вокзал у Києві не раніше 2020 року. За даними «Інвестиційного атласу України», вокзал станції «Київ-Пасажирський» щорічно обслуговує 23,5 млн пасажирів, загальна його площа становить 407 тис. м², загальна орендна площа — 236 тис. м².

## Історія й архітектура
Київська залізнична станція побудована у 1868—1870 роках для обслуговування залізниць Київ — Балта і Київ — Курськ, будівництво яких було завершене 1870 року. До 1868 року залізниця дійшла до лівого берега річки Дніпро, але ще два роки під керівництвом інженера Аманда Струве будували міст через Дніпро. Станція тоді була в долині річки Либеді, на місці солдатських осель.

Проєкти вокзалу
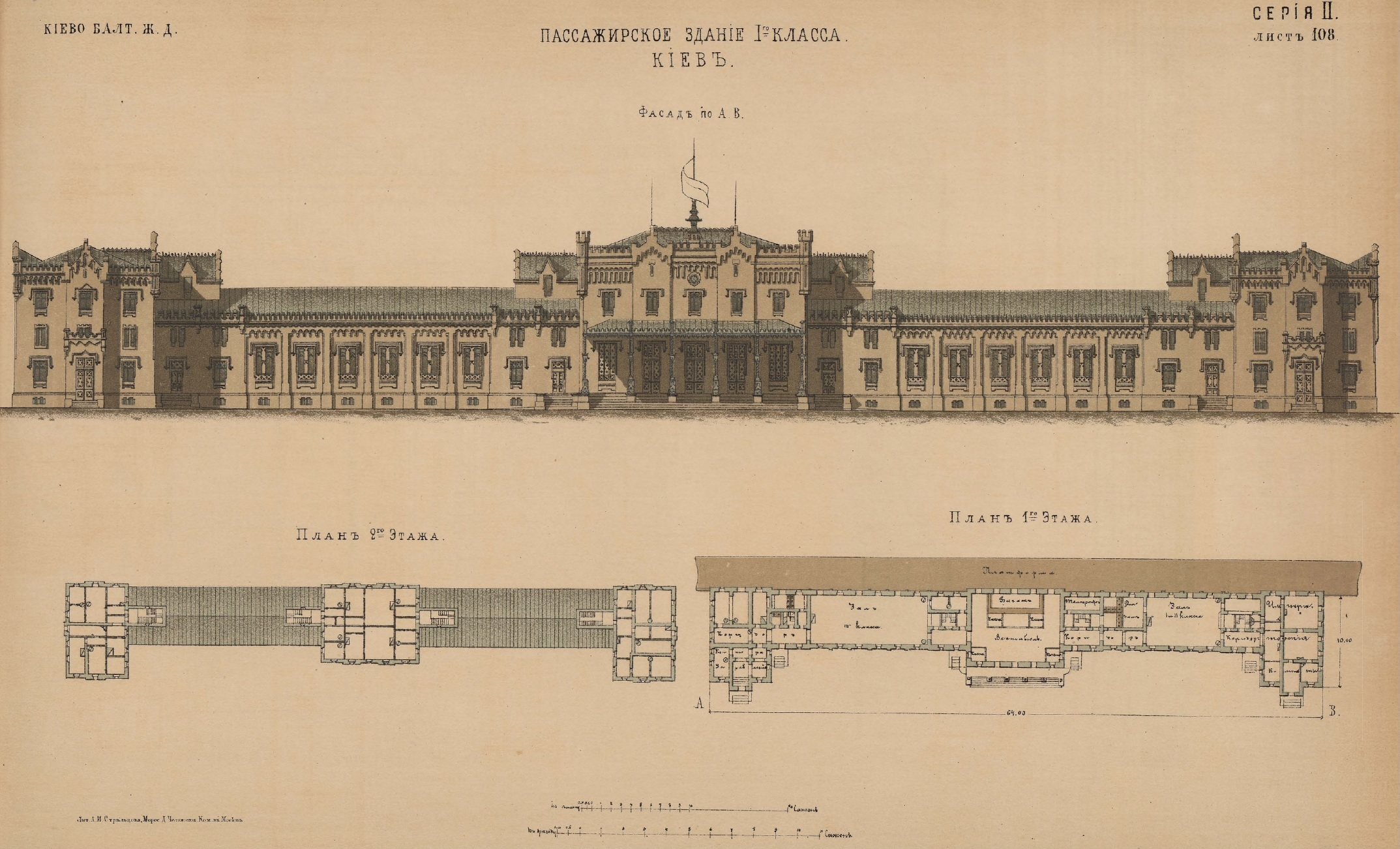
архітектора Івана Вишневського
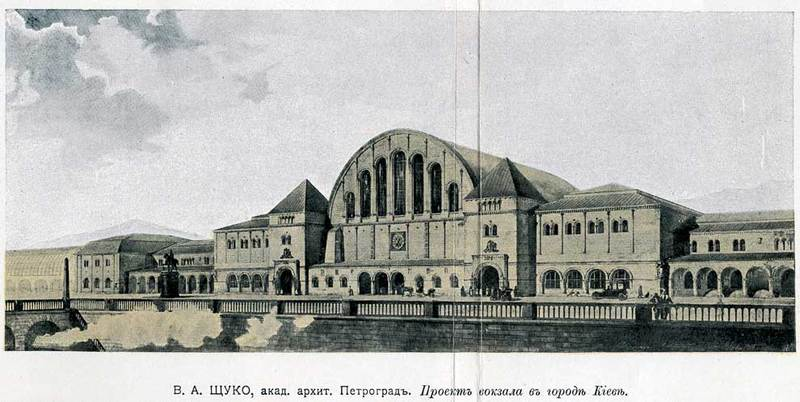
архітектора Володимира Щуко

Перший поїзд з Курська на станцію Київ-Пасажирський прибув 18 лютого (2 березня) 1870 року.
У 1950 році станція електрифікована постійним струмом (=3 кВ) в складі дільниці Київ — Боярка, якою почали курсувати перші приміські електропоїзди. 1957 року електрифікований Броварський напрямок. 1967 року станцію переведено з усією лінією на змінний струм (~25 кВ), до локомотивного депо Київ-Пасажирський почали надходити перші пасажирські електровози ЧС4, які замінили паровози й тепловози, а приміські перевезення почали обслуговувати електропоїзди ЕР9.

## Комплекс вокзальних будівель та колій
На станції існує три будівлі вокзали: Центральний, Приміський і Південний. Вокзали станції Київ-Пасажирський обслуговують усі поїзди внутрішнього й міжнародного сполучення, маршрути яких проходять через Київ.
Центральний і Приміський вокзали розташовані біля Вокзальної площі, на протилежному боці якої розташований зупинний пункт Вокзальна на перегоні Київ-Пасажирський — Київ-Товарний. Згідно пасажирського руху платформи належать пасажирській службі, згідно вантажного — парна колія до кінця платформ у напрямку станції Київ-Деміївський — це перегін Київ-Пасажирський — Київ-Товарний (вхідний світлофор Київ-Товарного розташований відразу за низькою платформою), непарна колія — це станція Київ-Товарний (вихідний світлофор станції знаходиться відразу за високою платформою у напрямку станції Київ-Волинський).
Від Приміського вокзалу вирушають приміські й регіональні поїзди у напрямку Жмеринки, Козятина, Коростеня, Рівного, Фастова, Шепетівки тощо. Приміські поїзди Гребінківського, Ніжинського і Миронівського напрямків найчастіше вирушають від Північних платформ.
Південний вокзал має вихід на вулицю Івана Огієнка.
До станції Київ-Пасажирський належать локомотивне депо, вагонне депо і вагонна дільниця. Поруч зі станцією розташований Київський електровагоноремонтний завод (КЕВРЗ). Із західного боку розташована технічна частина станції, що складається із Нового, Старого, Південного та Оборотного парків. Станція Борщагівка-Технічна використовується для відстою приміських електропоїздів та обслуговування пасажирських вагонів поїздів далекого сполучення.

Центральний залізничний вокзал
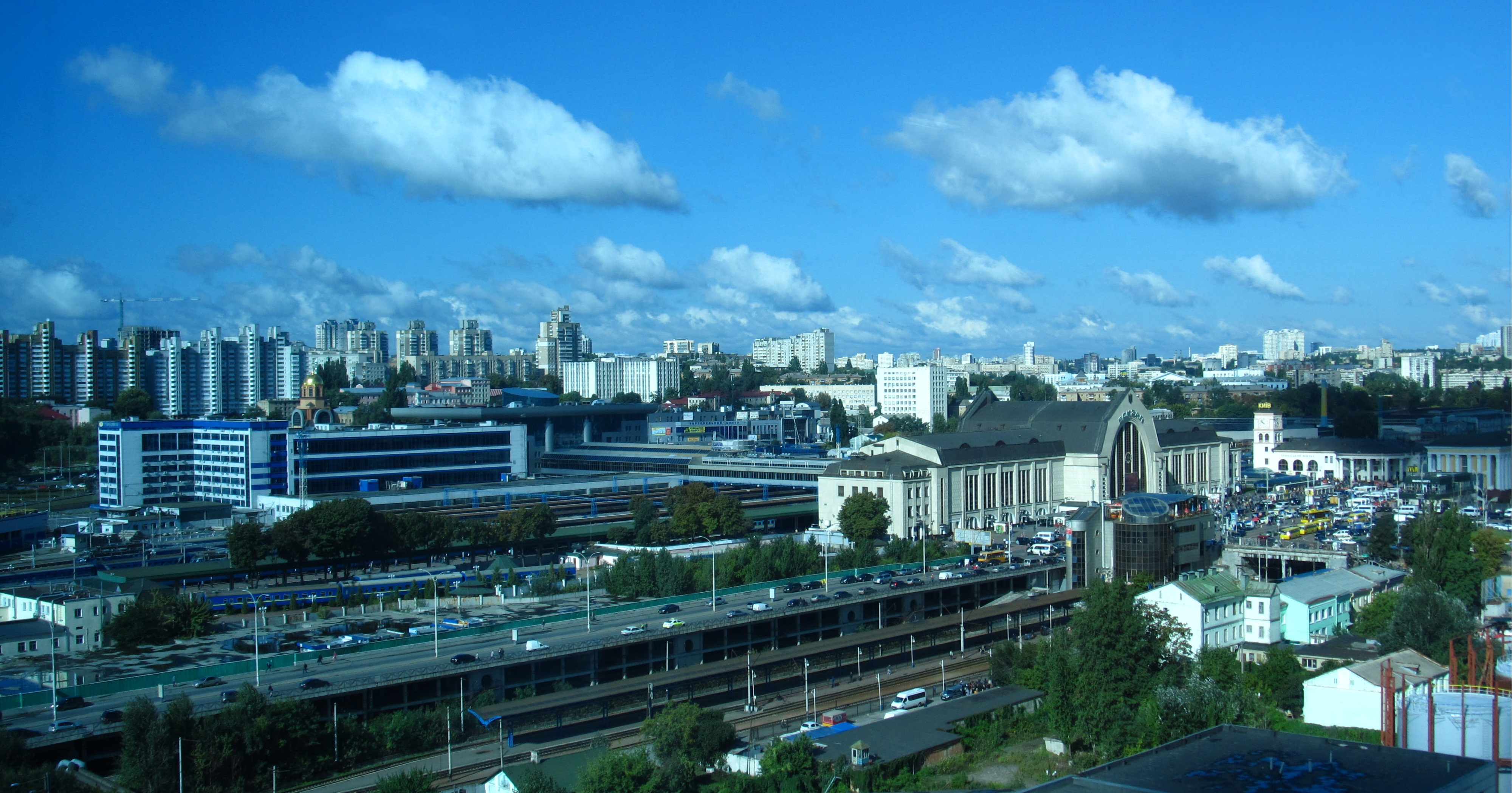
Комплекс споруд вокзалу
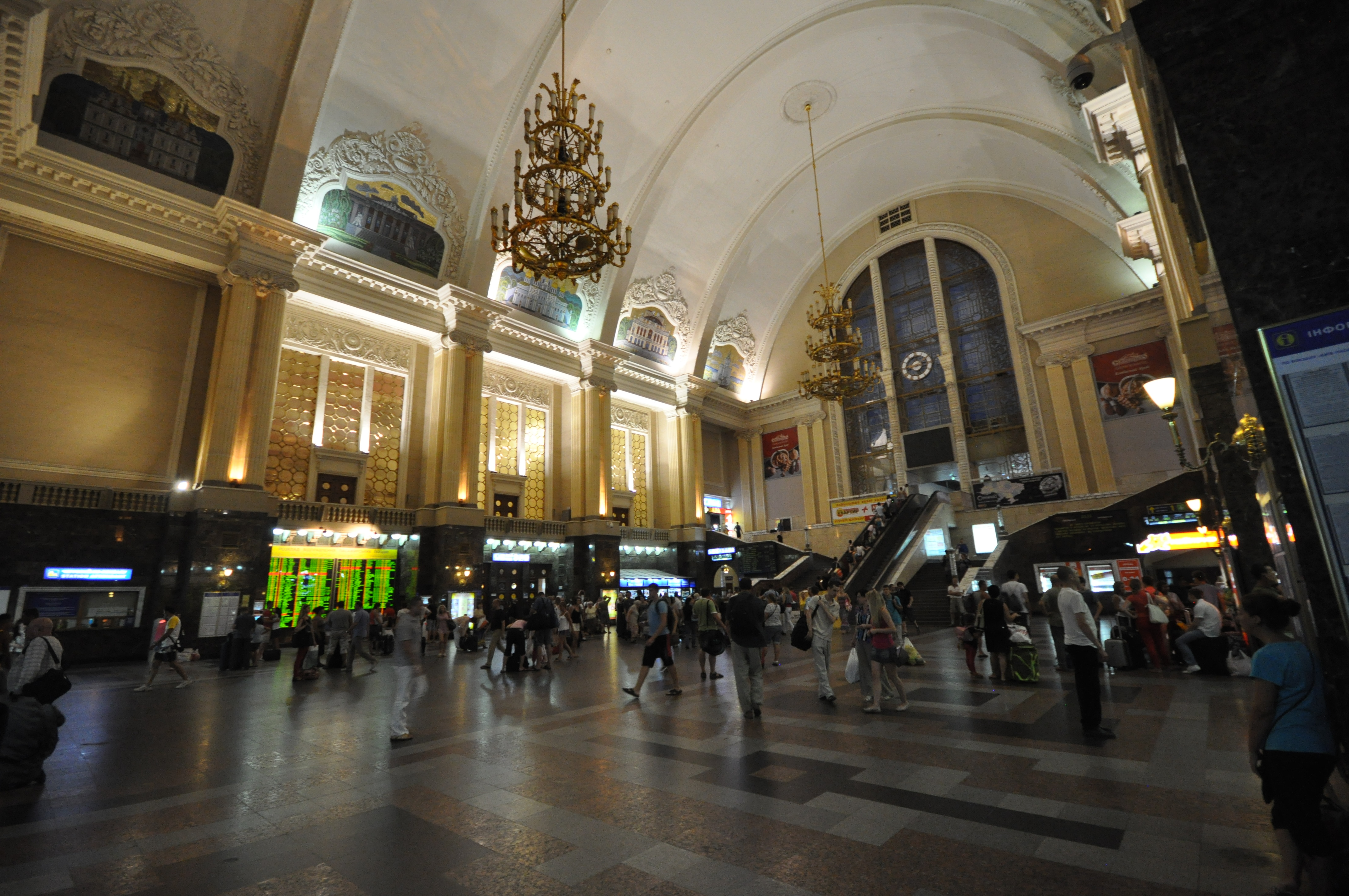
Інтер'єр вокзалу
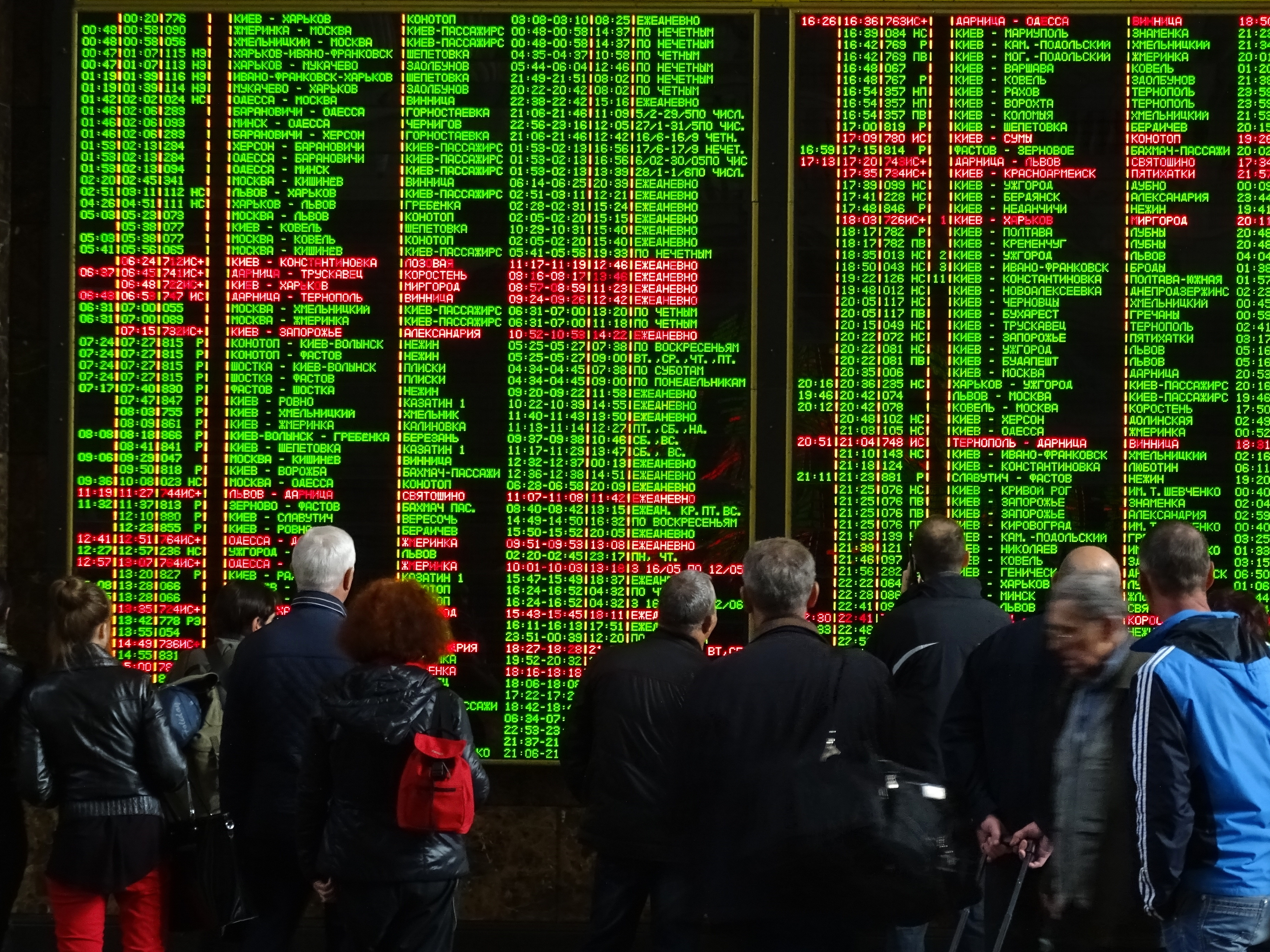
Табло прибуття/відправлення поїздів

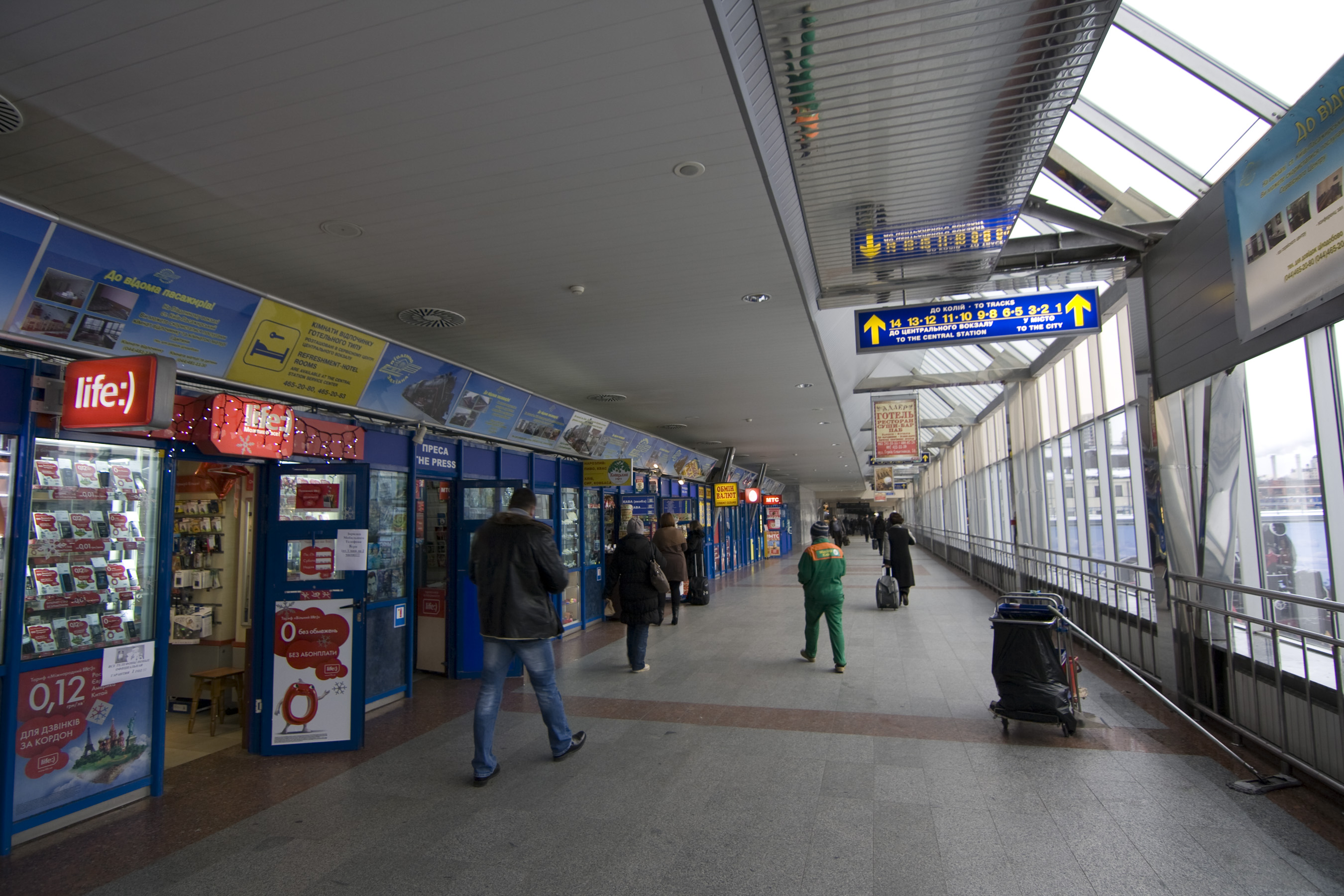
Конкорс
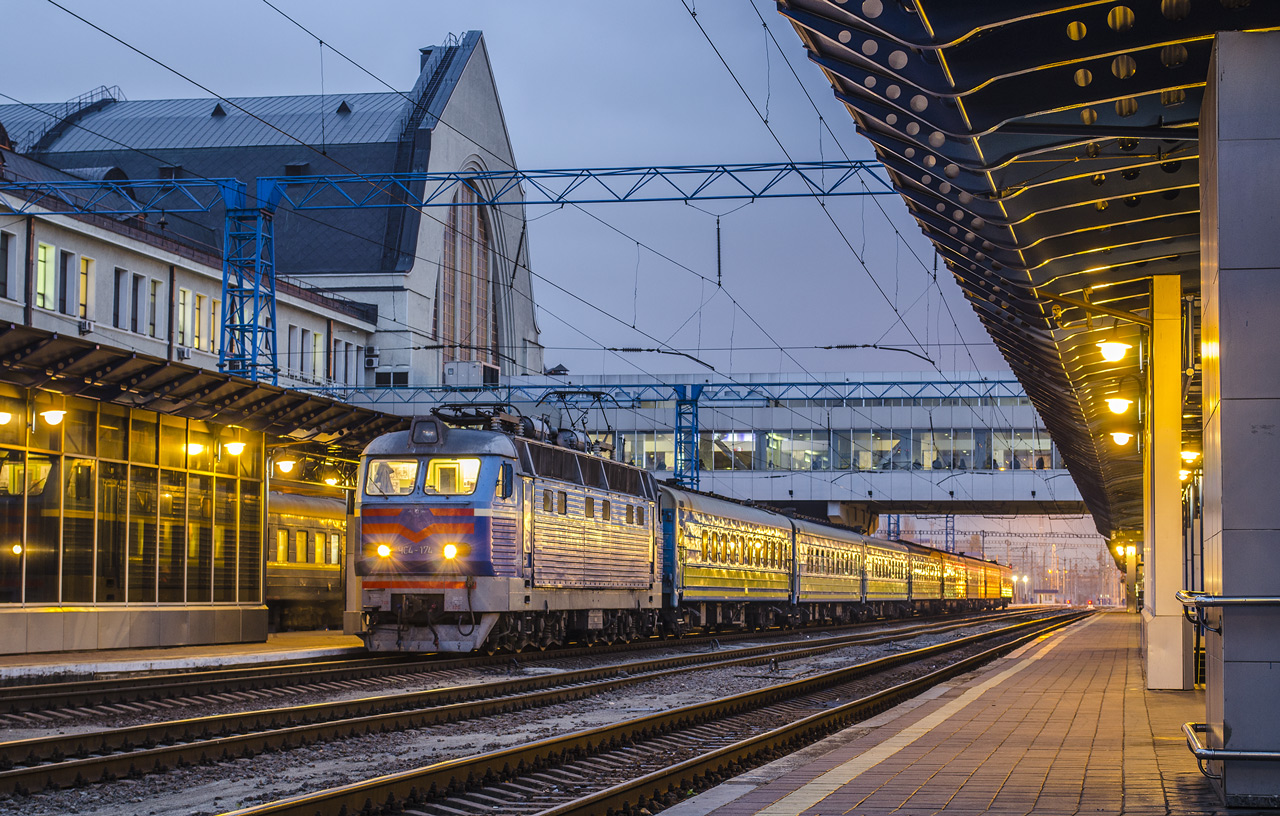
ЧС4-174 з пасажирським поїздом
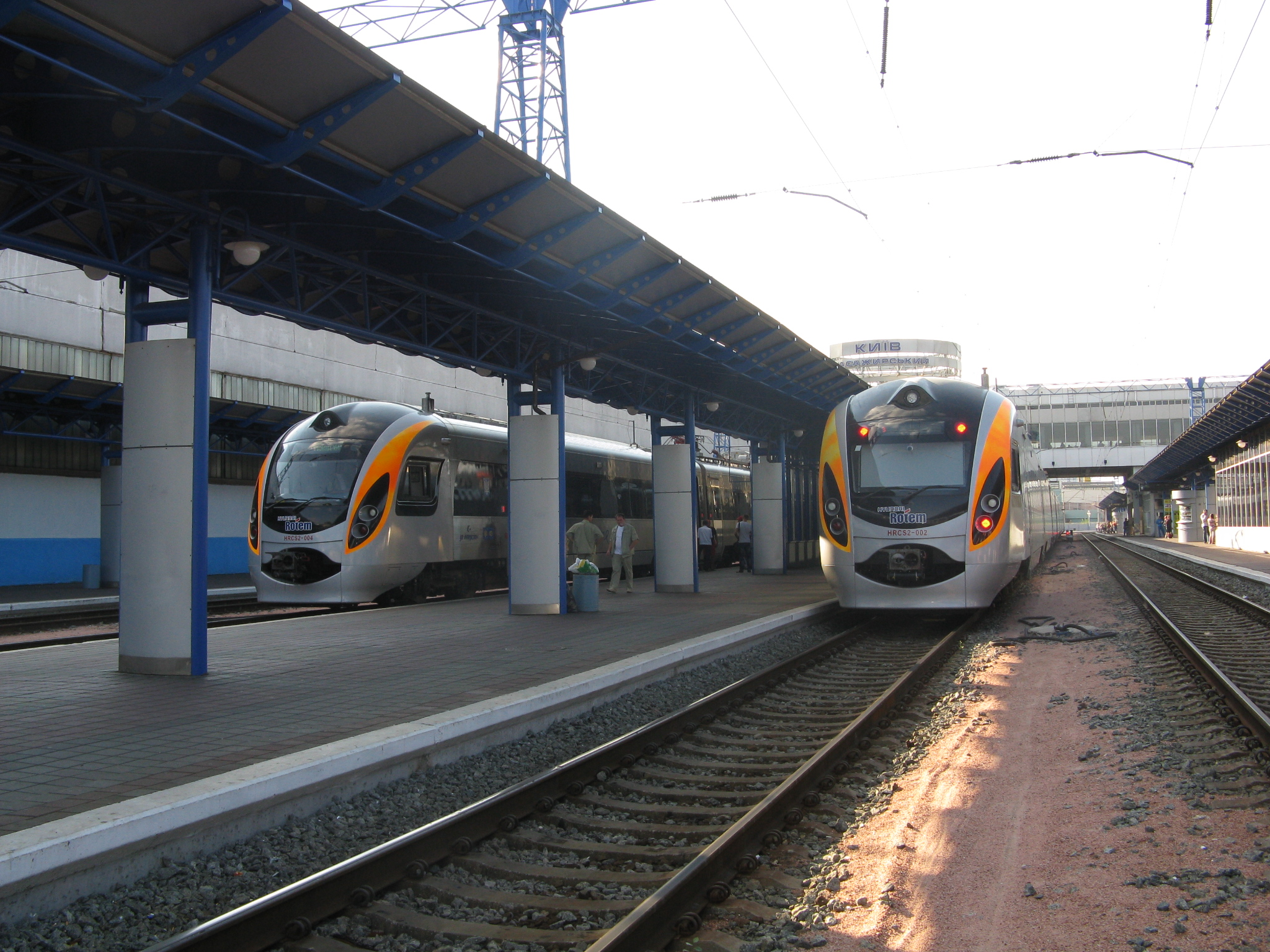
HRCS2-002 та HRCS2-004
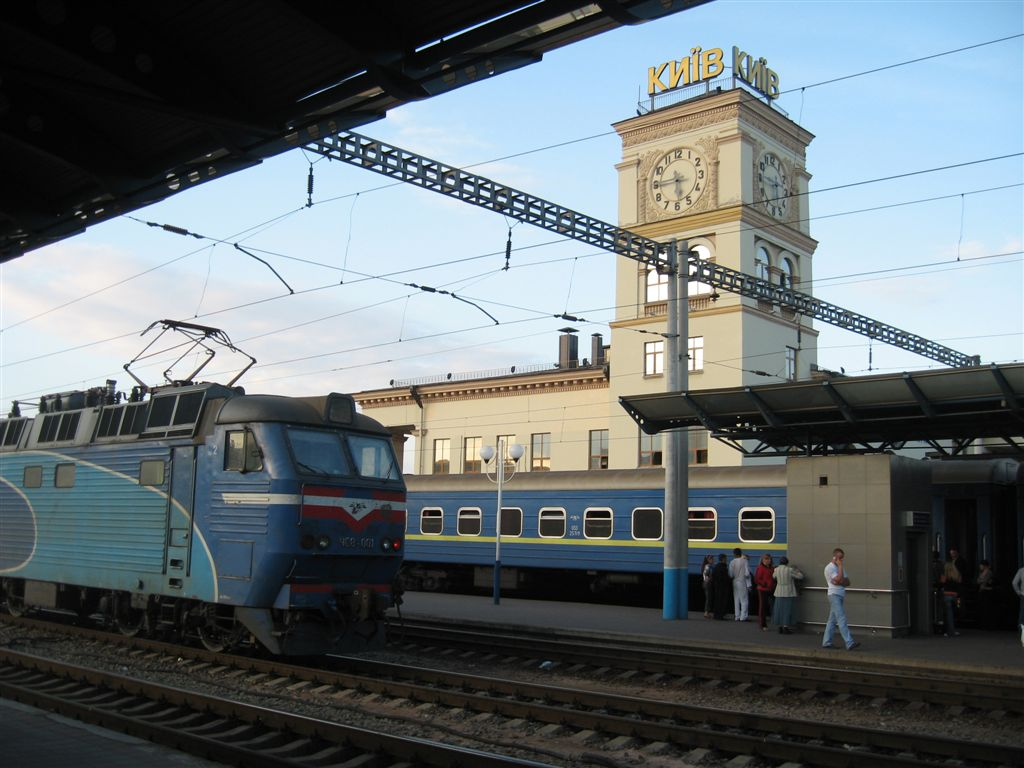
Вигляд з платформ

### Будівля центрального вокзалу
Первинна будівля залізничного вокзалу в Києві споруджена у 1868—1870 роках і мала вигляд двоповерхової будівлі із жовтої цегли в давньоанглійському готичному стилі за проєктом архітектора Івана Вишневського. Довжина вокзалу становила 133 метра — була трохи менше розмірів пасажирської платформи, яка простягалася на 144 метра. Для «найвищих осіб» призначалися спеціальні, розкішно облаштовані приміщення, а брудні і тісні зали чекання обслуговували пасажирів третього, нижчого класу.
11 (23 серпня) 1877 року в будівлі залізничного вокзалу сталася сильна пожежа. Споруду відновили, але з огляду на розширення залізничного сполучення вирішили провести реконструкцію і вокзалу, і всієї станції, яка повинна була поліпшити якість обслуговування пасажирів та розширити можливості всього залізничного вузла.
У 1894 році до залізничного вокзалу прокладена трамвайна лінія.
До 1899 року управління Південно-Західної залізниці розробило проєкт комплексної перебудови Київського залізничного вузла. Станцію Київ-Товарний було перенесено на значну для того часу відстань від сучасної станції Київ-Пасажирський, збудувавши там нову будівлю в стилі технічного модерну, а на території станції Київ-Пасажирський залишили головні залізничні майстерні, паровозне депо й поворотне коло. На станції передбачалося звести грандіозну споруду нового вокзального комплексу.
На початку XX століття розроблено проєкт будівництва нового вокзалу, оскільки первісна будівля вже не відповідала зростанню пасажиропотоку. 1913 року стару будівлю вокзалу було розібрано, натомість неподалік, в районі сучасної кінцевої зупинки швидкісного трамваю «Старовокзальна» було зведено тимчасовий, як тоді вважалося, дерев'яний барак. Проєкт Управління Південно-Західної залізниці (автор — петербурзький архітектор Володимир Щуко) передбачав будівництво двох вокзалів, з'єднаних разом у вигляді літери «Н» (ідея втілилася в життя лише у 2001 році з будівництвом Південного вокзалу).

Історичні фото вокзалу
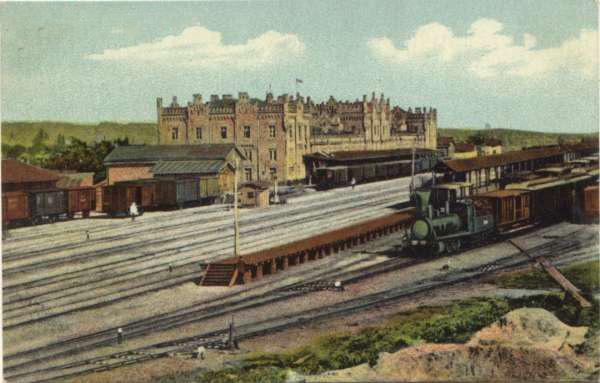
XIX століття
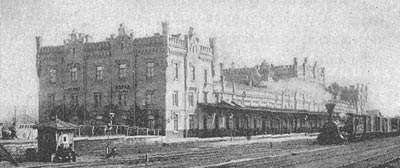
Наприкінці XIX століття
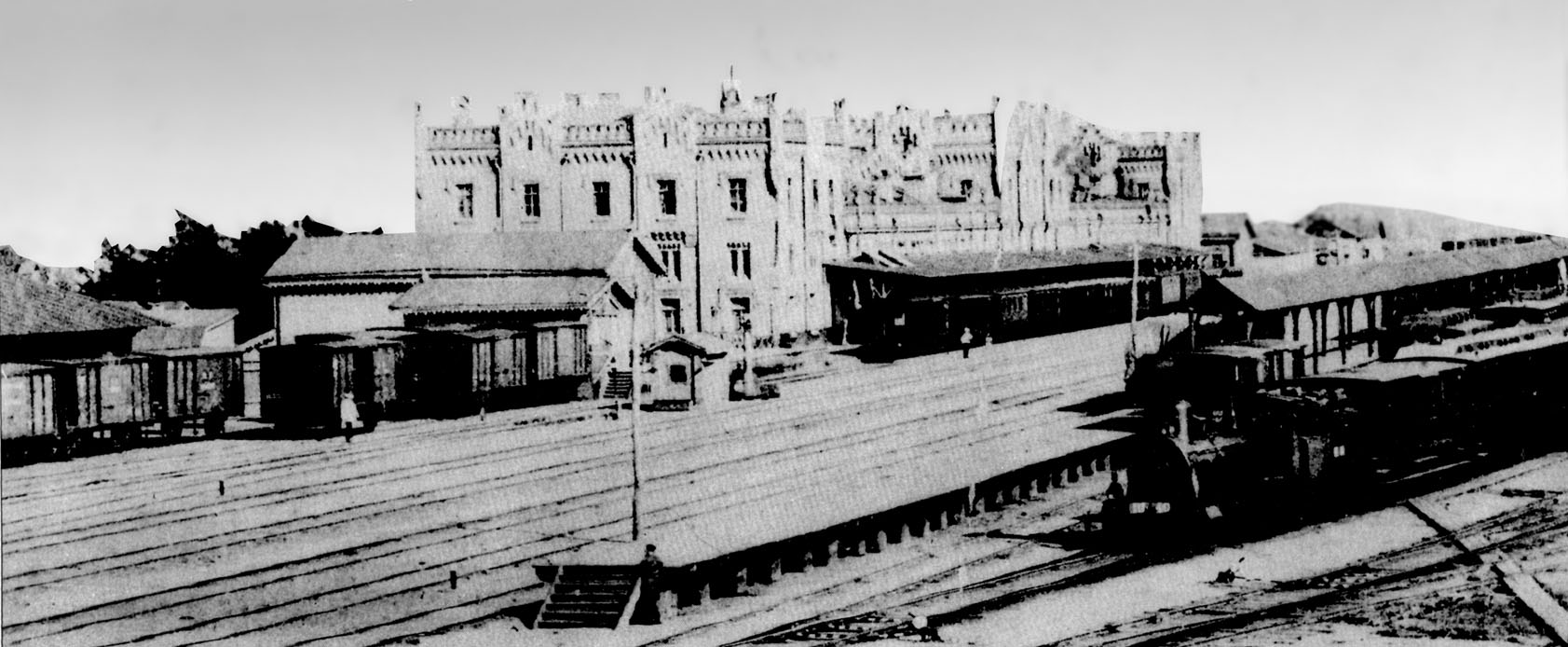
На початку ХХ століття

Головна будівля комплексу повинна була бути вирішена в романських формах. Планувалося, що поїзди далекого сполучення всіх чотирьох напрямків та приміського східного напрямку приймаються і вирушають з колій, що розташовані паралельно довгої осі будівлі вокзалу. Приміські ж електропоїзди західного напрямку — з тупикових колій, що розташовані на захід від вокзалу. У 1908 році в районі сучасної кінцевої станції швидкісного трамвая на Старовокзальній вулиці було побудовано тимчасовий одноповерховий дерев'яний пасажирський павільйон, який в результаті експлуатувався майже чверть століття. До 1913 року стара вокзальна будівля була знесена, у 1914 році — закладено фундамент нової будівлі вокзалу.
Напередодні початку Першої світової війни було проведено конкурс на найкращий проєкт вокзалу, в якому переміг проєкт архітектора Володимира Щуко. Однак встигли лише закласти фундамент, оскільки вже йшла Перша світова війна. Врешті-решт до ідеї спорудження капітальної будівлі вокзалу повернулися у середині 1920-х років.
Центральний вокзал — головна станційна споруда, яку проєктували Олександр Вербицький і архітектор Павло Альошин. Старшим техніком на будівництві працював і навчався на той час і став знаменитим згодом український радянський архітектор, містобудівник, художник і педагог, один з найплідніших київських зодчих Йосип Каракіс. Вокзал побудований впродовж 1927—1932 років у стилі українського бароко з деякими рисами конструктивізму.
У 1936 році до Центрального залізничного вокзалу прокладена тролейбусна лінія.
Під час Другої світової війни будівля київського вокзалу була частково зруйнована.
У 1945—1949 роках за проєктом, розробленим під керівництвом архітектора Георгія Домашенка, вокзал був відновлений.
У 1954—1955 роках побудований Приміський вокзал, який урочисто відкритий 26 травня 1955 року, прокладені підземні тунелі, які сполучили Вокзальну площу з вокзалом та платформами. 6 листопада 1960 року у будівлі Приміського вокзалу відкритий наземний вестибюль станції метро   «Вокзальна» Святошинсько-Броварської лінії.
У 1967—1969 роках споруджений навіс над першою платформою, а також пішохідний конкорс до 10-ї колії завширшки 24 метри (замість двох галерей, які перед тим доходили лише до 4-ї платформи).
У 1978—1980 роках, напередодні Літніх Олімпійських ігор—1980, реконструйований головний вестибюль Центрального вокзалу. Устаткування залу депутатів Верховної Ради України на вокзалі виконано архітектором Ірмою Каракіс.
У 2001 році проведена капітальна реконструкція Центрального вокзалу, у рекордні терміни (за 6 місяців) був збудований Південний вокзал, який з'єднаний з Центральним вокзалом пішохідним переходом (конкорсом), що проходить над коліями. Між сходами, що ведуть до конкорсу встановлений ескалатор. Особлива роль у цьому будівництві належала тодішньому Генеральному директорові «Укрзалізниці» Георгію Кірпі. Тоді ж на площі напроти Південного вокзалу за проєктом Романа Сивенького було споруджено церкву в трансформованих по-сучасному давньоруських формах. Храм освячено на честь святого Георгія.
З 15 грудня 2016 року на головному залізничному вокзалі столиці змінена система оголошень інформації про нумерацію вагонів, в якій зникли слова «голова поїзда» або «хвіст поїзда». Замість цих слів інформація про нумерацію вагонів подається, наприклад, зі «східної» або «західної» сторони вокзалу. При виході на платформи встановлені відповідні покажчики «Схід» та «Захід». Це нововведення стало першим кроком в системі заходів щодо вдосконалення орієнтування пасажирів на вокзалі.
З 30 грудня 2016 року до залізничного вокзалу столиці вночі є можливість дістатися громадським транспортом — трьома нічними тролейбусними й одним автобусним маршрутом з інтервалом руху один раз на годину. Вартість проїзду — 8 гривень, пільги на проїзд не діють (з початком повномасштабного російського вторгнення в Україну та введенням коменданської години у Києві, нічні тролейбусні та автобусні маршрути тимчасово припинили роботу).
21 січня 2022 року АТ «Укрзалізниця» розпочала встановлення двох нових потужних ескалаторів «Heavy Duty» у вестибюлі Центрального залізничного вокзалу. За даними системи «Prozorro»  новий ескалатор коштує близько 13 млн гривень, що на 16 % менше очікуваної вартості. З 2001 року старий ескалатор перевіз понад 250 млн пасажирів. Новий ескалатор повністю пристосований до навантаження у відповідності з трафіком головного вокзалу може транспортувати до 11 тисяч пасажирів на добу. Для порівняння: у старого ескалатора цей показник становив 7,3 тисяч пасажирів. Новий ескалатор має регулятор швидкості, сенсор для зупинки сходового полотна за відсутності пасажирів та пристрої для знезараження поручнів. На час встановлення ескалатора, до 6 квітня 2022 року, для пасажирів надана безкоштовна послуга з доставки багажу портерами.
З січня 2022 року на головному вокзалі Києва розпочаті експерименти з голосом диктора, яким оголошують відправлення та прибуття поїздів. Оновлення записів викликане бажанням ввести щось нове в рутинні вокзальні оголошення, які не змінювалися понад 18 років, а також тим, що людина, голосом якої було зроблено оголошення, тривалий час не працювала в Укрзалізниці та зробити нові записи з її голосом було досить  важко. Раніше всі оголошення, до яких за останні роки звикли пасажири поїздів, що прибувають та вирушають зі столичного вокзалу, оголошувались старшим диктором станції Київ-Пасажирський Любов'ю Миколаївною Міляшевською, яка звільнилася із залізниці ще у 2011 році.
27 лютого 2022 року, через пошкодження контактної мережі внаслідок ракетних обстрілів російськими окупантами поблизу Центрального вокзалу Києва, пасажирські поїзди вирушали із тривалими затримками. 
10 жовтня 2022 року, близько 09:30, внаслідок масованого ракетного обстрілу Києва, які завдали російські окупанти, постраждала будівля Центрального вокзалу. Вибуховою хвилею були пошкоджені вікна будівлі вокзалу, проте вокзал не припиняв роботу. Висадка та посадка пасажирів на поїзди здійснювалася через західний та східний підземні переходи, які водночас використовувались як укриття.

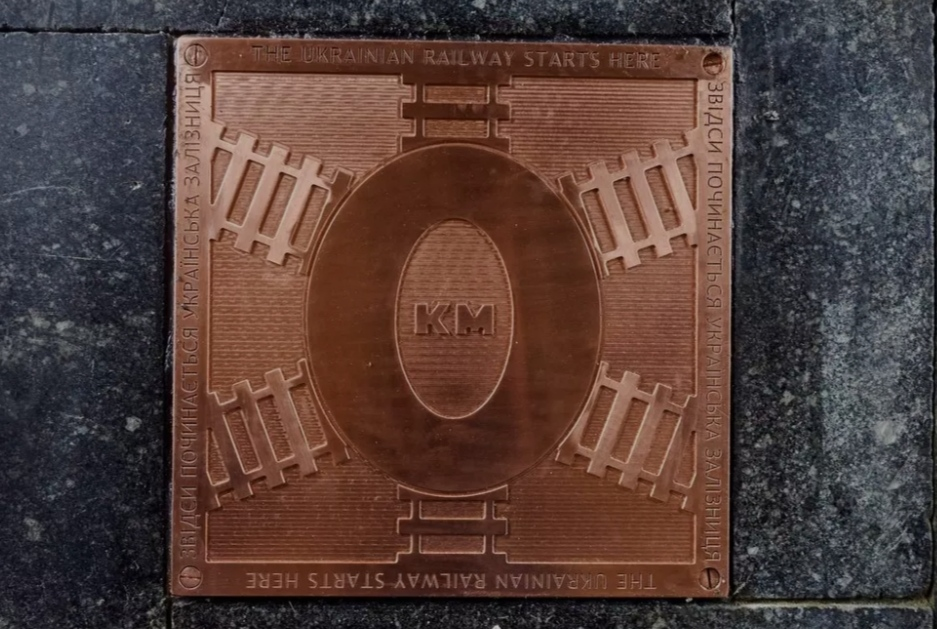
Символічна позначка «0 км» на платформі № 1

21 лютого 2023 року на платформі № 1 Центрального вокзалу станції Київ-Пасажирський встановлена символічна позначка «0 км», від якого впродовж 2023—2025 років усі кілометрові знаки Укрзалізниці передбачено замінити на сучасні світловідбивні. Переважна більшість цих знаків не замінювалася з середини XX століття. Такі зміни включені до програми «Залізна українізація» (2023—2025), що має на меті повністю позбутись російських та імперських назв, позначок, зображень на будь-яких об'єктах залізничного транспорту.
15 вересня 2024 року залізничний вокзал отримав статус пам'ятки архітектури місцевого значення.

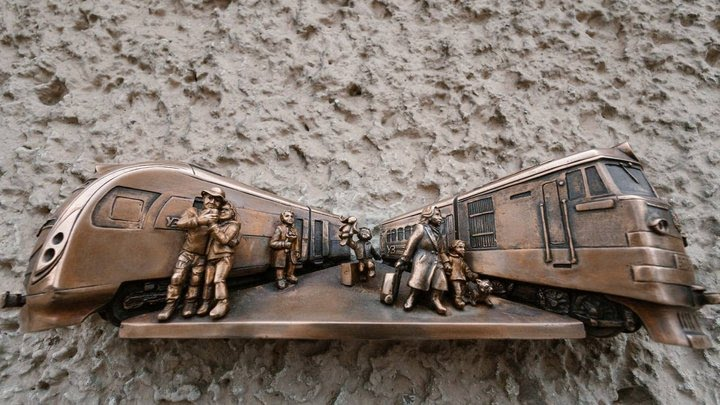
Бронзова мініскульптура «Повернення додому» на Центральному вокзалі Києва

1 листопада 2024 року на Центральному залізничному вокзалі Києва відкрита бронзова мініскульптура «Повернення додому», яка присвячена темі повернення українців, на якій зображені два поїзди, які прибувають на першу платформу «залізних воріт» Києва. Один із поїздів — з військовими з Краматорська, інший — з-за кордону. Персонажи скульптури «Повернення додому» є прототипами: військового зі своєю дружиною, яка приїхала до Краматорська поїздом, щоб дізнатися разом із чоловіком стать їхньої майбутньої дитини; хлопчика із загубленою в поїзді, а потім повернутою залізничниками іграшкою та родини з Маріуполя. Однак ця скульптура присвячена не лише їм, а мільйонам подібних історій. З часу відкриття скульптура є нагадуванням про важливість повернення додому.
17 січня 2025 року на Центральному вокзалі відкрито нове інклюзивне відділення Ощадбанку, яке розташоване у переході між Центральним та Південним вокзалами, поруч з ескалатором. Ліфт на першому пероні надає зручний безперешкодний доступ для осіб з обмеженими можливостями та маломобільних груп населення. Відділення реалізоване в рамках програми Ощадбанку «Моя безбар'єрність» і відповідає державним стандартам інклюзивності. Відділення працює щоденно з 07:00 до 21:30, а в зоні самообслуговування — цілодобово. Навіть у разі тривалої відсутності електропостачання клієнти мають можливість отримувати фінансові послуги.

### Будівля південного вокзалу
Перший проєкт будівництва Південного вокзалу відноситься ще до 1903 року, але за радянських часів це будівництво так і не було здійснене, хоча неодноразово планувалося. 2001 року, після проведеної реконструкції Центрального вокзалу, був збудований Південний вокзал. Були перебудовані платформи, реконструйовано будівлю Центрального вокзалу і Вокзальну площу, підземні пішохідні тунелі, розширена пішохідна галерея (конкорс) над коліями, яка поєднала будівлі Центрального і Південного вокзалів. З початку проєктування до здачі об'єкту в експлуатацію минуло 175 днів.

Південний вокзал
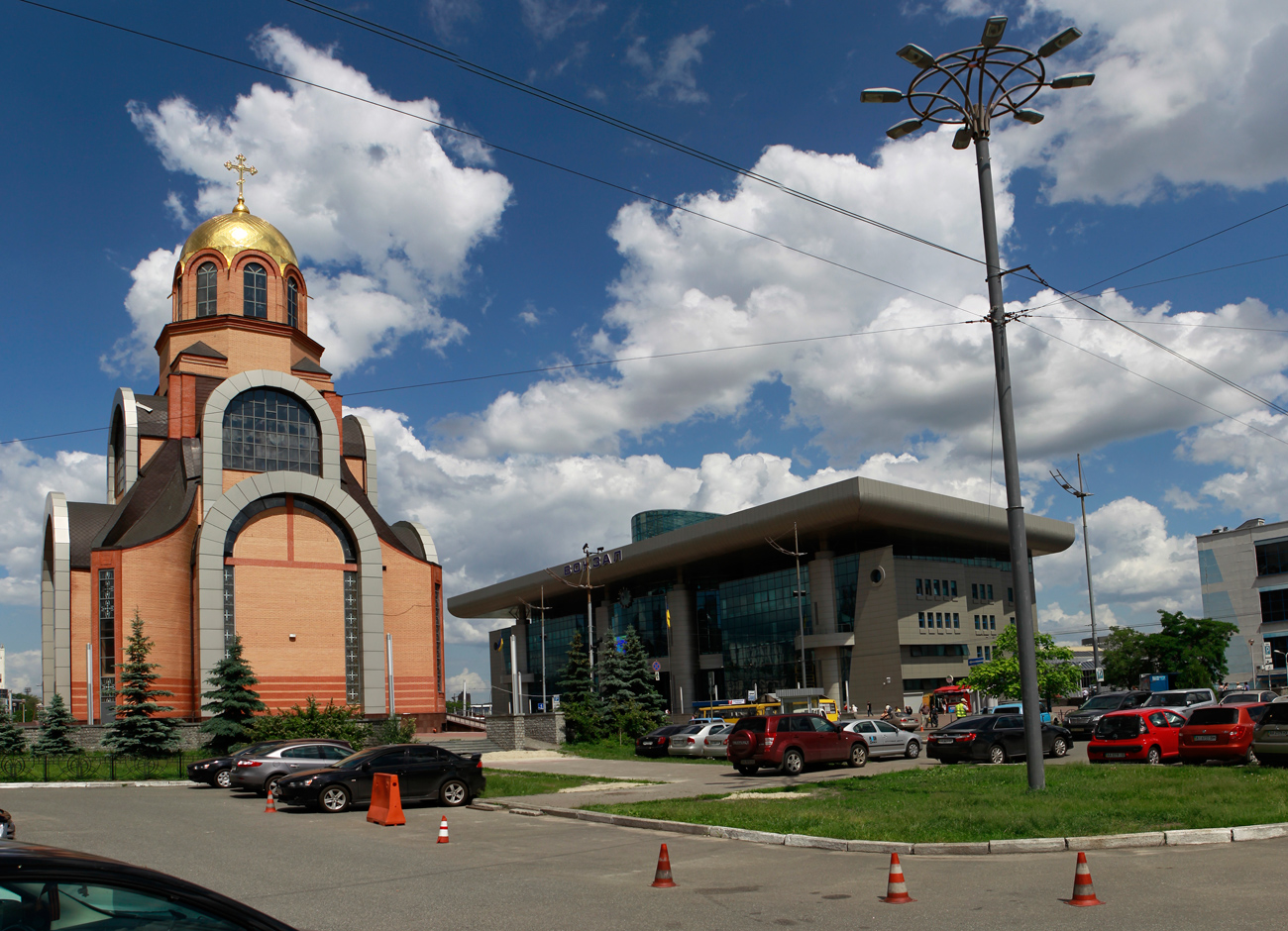
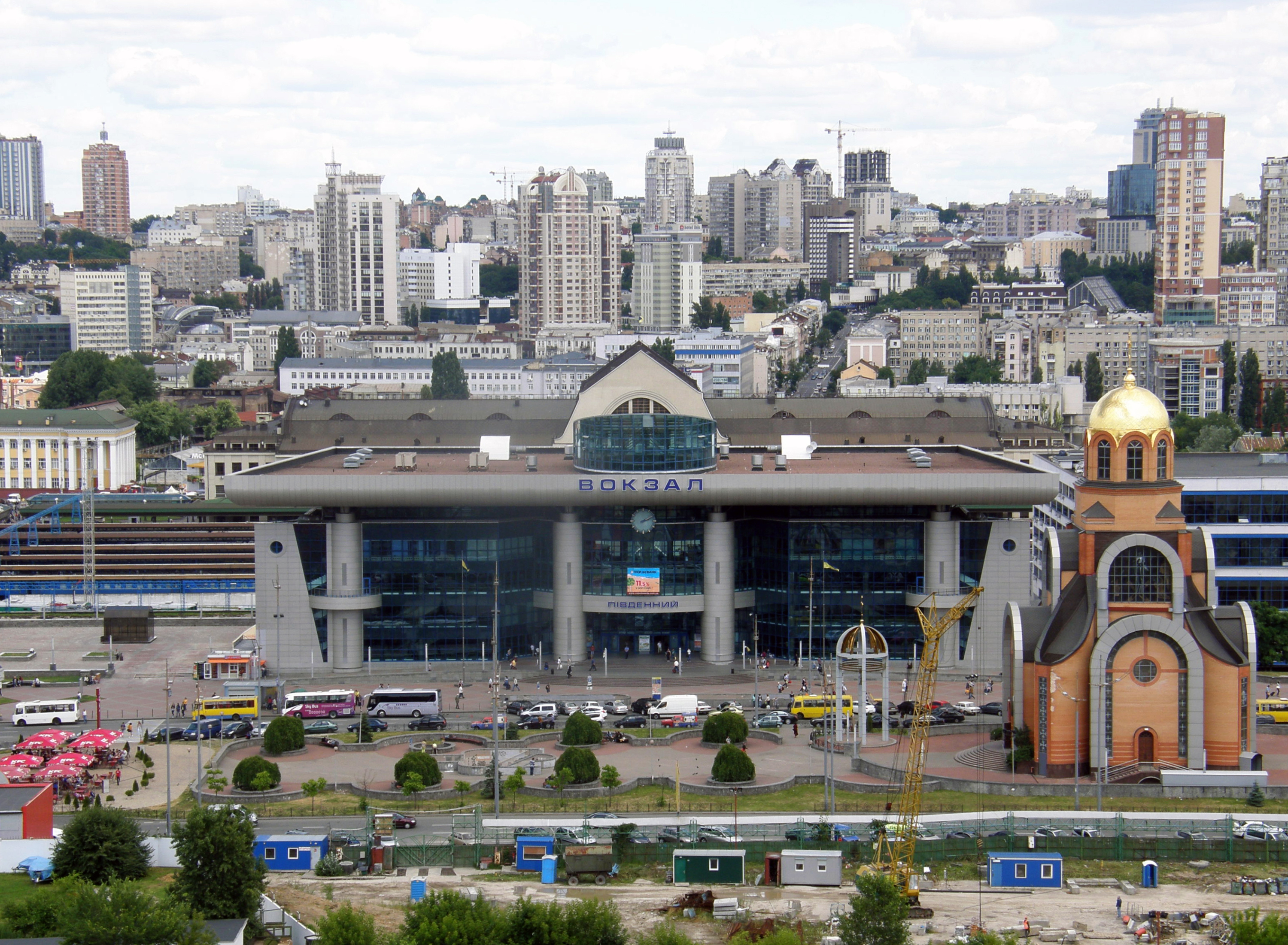
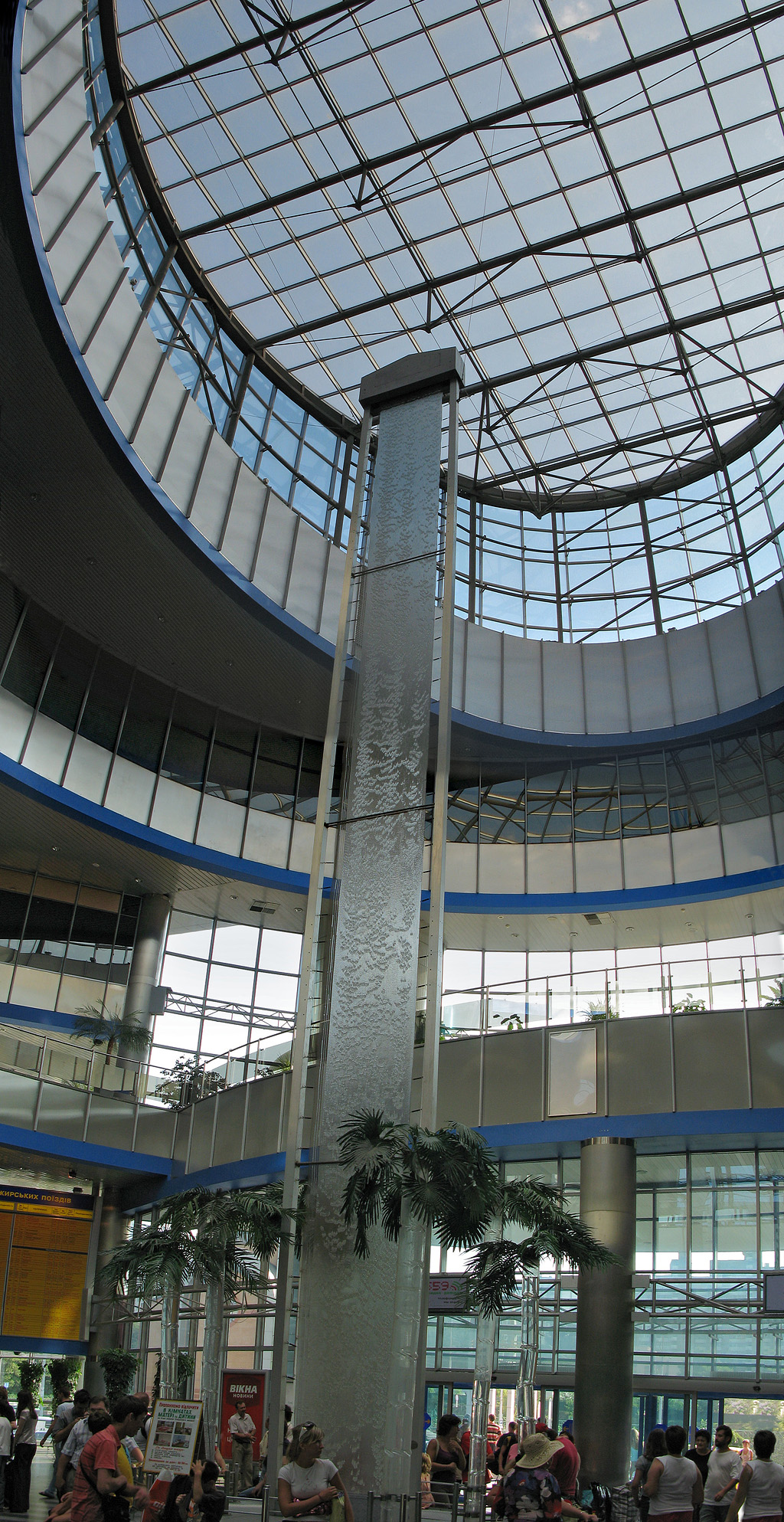
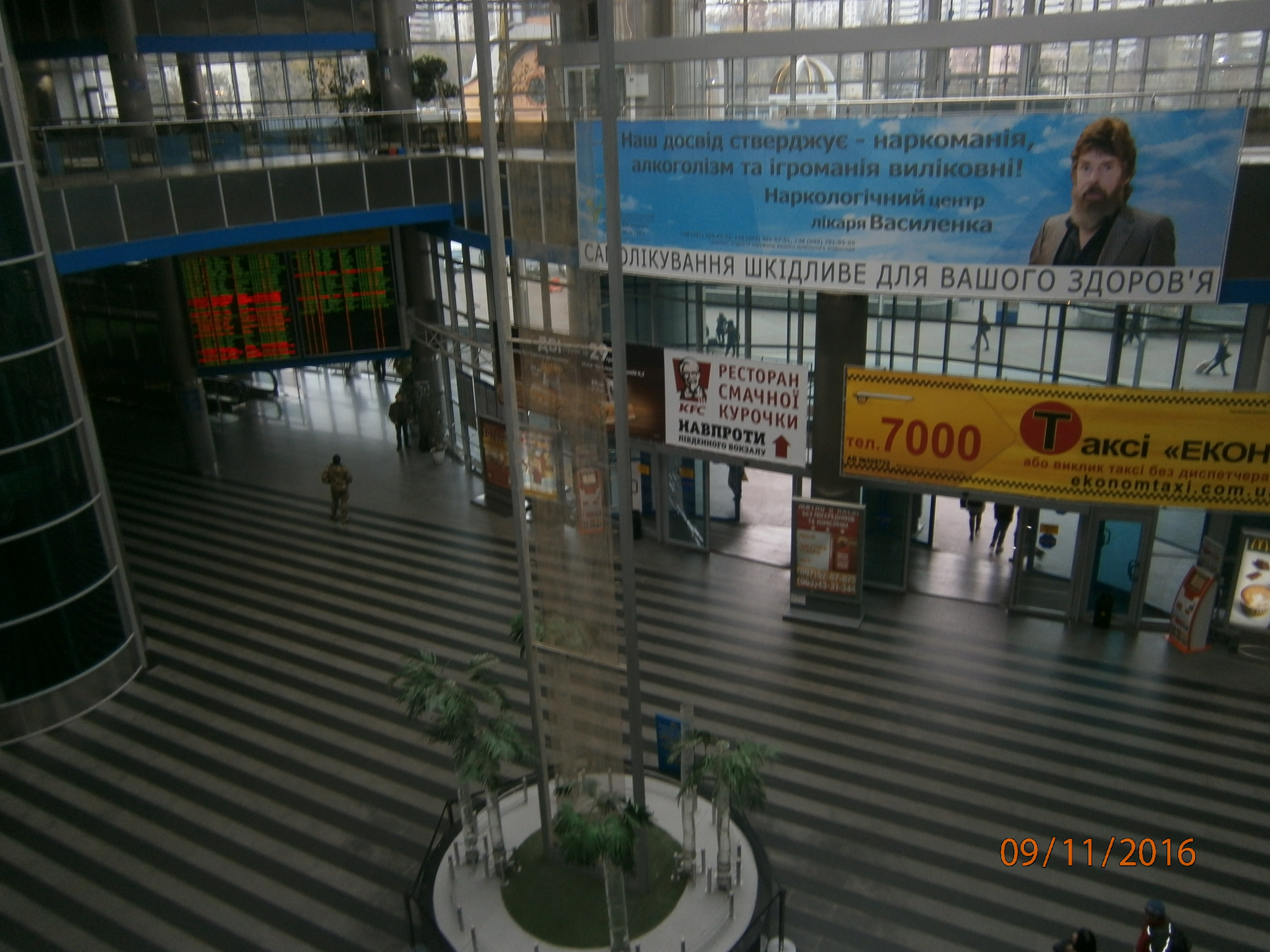

3 березня 2022 будівля зазнала незначних пошкоджень через падіння уламків ракети, випущеної російськими окупантами.

## Пасажирське сполучення

### Kyiv Boryspil Express
16 лютого 2018 року Кабінет Міністрів України ухвалив проєкт залізничного сполучення між Київським вокзалом і міжнародним аеропортом «Бориспіль». 28 березня 2018 року на засіданні Кабінету Міністрів України затверджено реалізацію проєкту будівництва залізничного сполучення між Києвом і столичним аеропортом «Бориспіль».
30 листопада 2018 року відбулося офіційне відкриття руху «Kyiv Boryspil Express». Тривалість поїздки від станції Київ-Пасажирський до міжнародного аеропорту «Бориспіль» становить близько 35—45 хвилин. На маршруті руху курсують рейкові автобуси виробництва польської компанії «Pesa Bydgoszcz».

Kyiv Boryspil Express
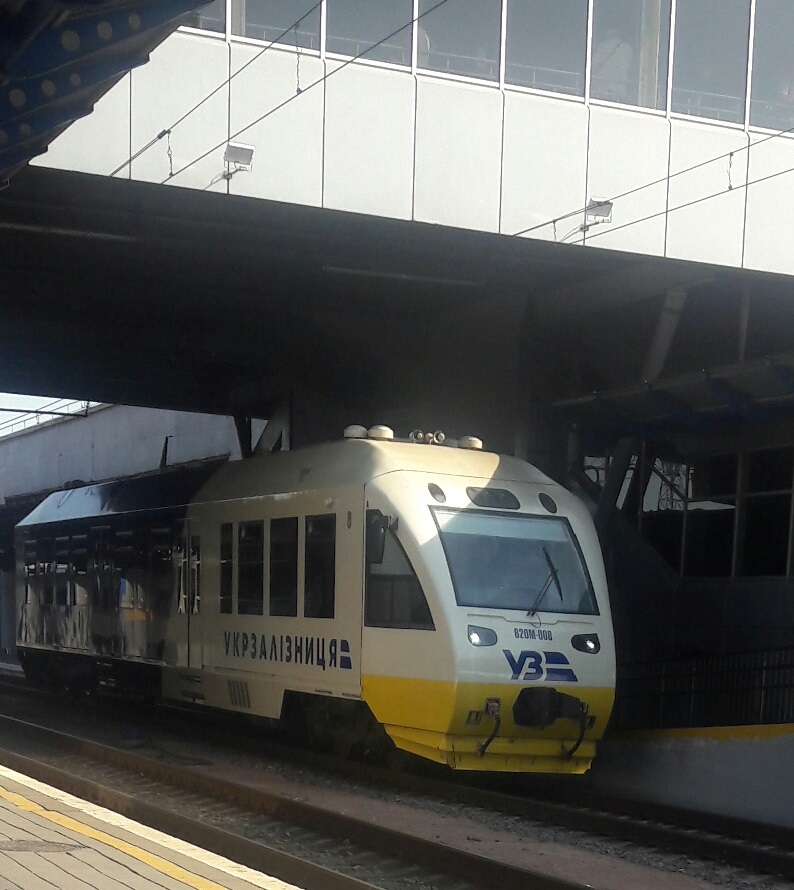
Рейковий автобус 620M-008
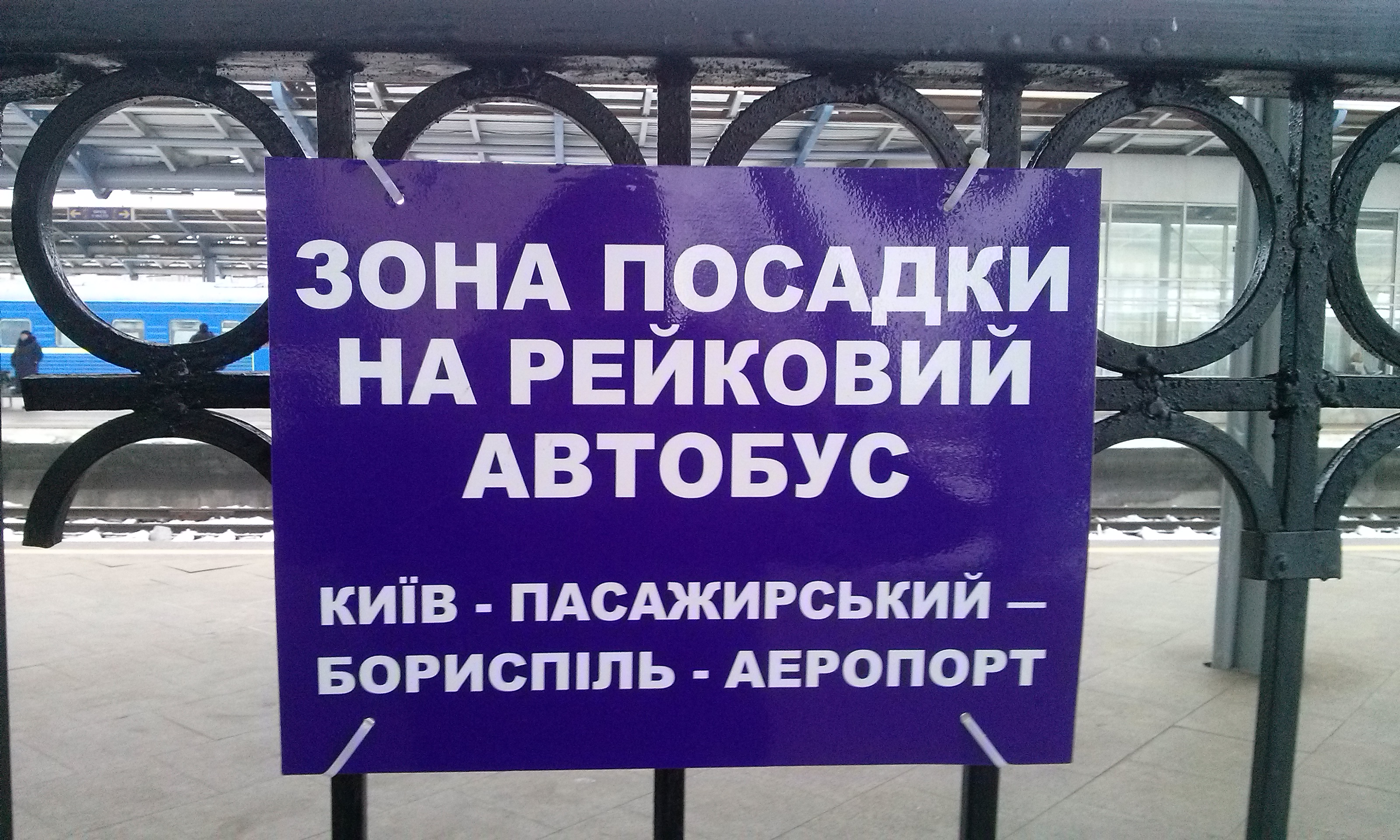
Зона посадки «Kyiv Boryspil Express» на станції Дарниця
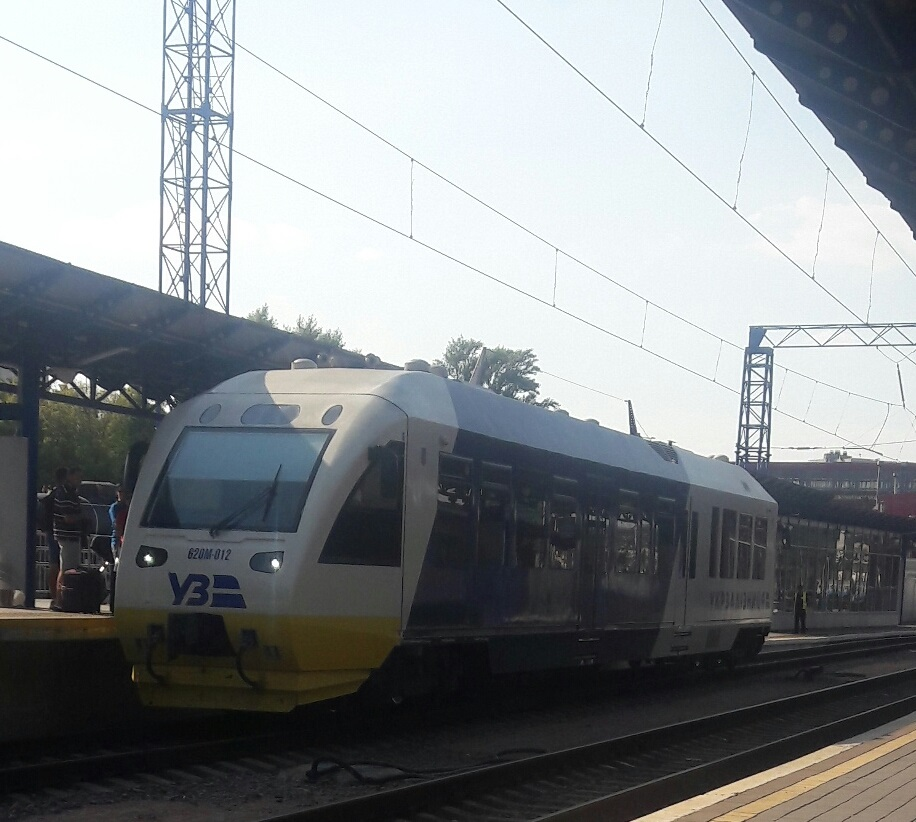
Рейковий автобус 620M-012

«Kyiv Boryspil Express» курсує цілодобово і зупиняється лише на проміжній станції Дарниця.
У травні 2019 року «Укрзалізниця» передбачила облаштування зупинки Видубичі та її інтеграція з метрополітеном. «Укрзалізниця» поширювала новини щодо необхідності будівництва там нової платформи, однак рейкові автобуси прямували повз існуючу платформу без зупинок. Станом на кінець травня 2019 року на Видубичах були розпочаті будівельні роботи. У червні 2020 року «Укрзалізниця» завершила реконструкцію залізничного зупинного пункту Видубичі, яка тривала з весни 2019 року. Нова платформа об'єднала в єдиний логістичний ланцюг залізницю, авто- і авіатранспорт, а також метрополітен. На платформі Видубичі почали зупинятися поїзди «Kyiv Boryspil Express», у перспективі передбачені зупинки і  поїздів «Інтерсіті+».
«Kyiv Boryspil Express» до російського вторгнення в Україну здійснював близько 58 рейсів за добу. Рекордну кількість пасажирів експреси перевезли у серпні та вересні 2019 року — 98,2 тис. та 107,6 тис. відповідно. Найбільшою популярністю користуються рейси № 842 Київ-Пасажирський — Бориспіль-Аеропорт о 17:50 та № 845 Бориспіль-Аеропорт  — Київ-Пасажирський о 19:17.
У 2019 році було заплановано оновити рухомий склад експреса і придбати три дизель-поїзди. Перший трьохвагонний дизель-поїзд ДПКр-3 з 27 грудня 2019 року вийшов на маршрут «Kyiv Boryspil Express». Саме в цей день, 27 грудня 2019 року, збіглися дві великі події: мільйонний пасажир «Kyiv Boryspil Express» та запуск нового дизель-поїзда ДПКр-3.
З початку широкомасштабного російського вторгнення в Україну та закриттям повітряного простору над Україною, «Kyiv Boryspil Express» тимчасово припинив роботу.

### «Поїзд до Перемоги»
23 серпня 2022 року «Укрзалізниця» запустила «Поїзд до Перемоги», в складі якого 7 пасажирських вагонів, розписаних кращими українськими митцями і курсує за маршрутом Київ — Ужгород. Кожен вагон присвячений тимчасово окупованим територіям України та людям, які чинять опір російським окупантам:
- Богдану Зізі, який облив синьо-жовтою фарбою міську адміністрацію в Євпаторії;
- мешканцям Енергодара, які беззахисні вийшли проти танків;
- захисникам Маріуполя;
- залізничникам, які евакуювали людей із Харківщини;
- лікарям з Луганщини, які рятували життя, залишаючись в окопах і підвалах;
- фермерам Миколаївщини, які збирали врожай на замінованих та палаючих полях;
- руху опору Херсонщини[45].

5 листопада 2022 року, о 17:02, від станції Київ-Пасажирський вперше вирушив «Поїзд Перемоги» під № 351/352 сполученням Київ — Кишинів, в складі якого 7 пасажирських вагонів (5 купейних та 2 плацкартних). Пряме залізничне сполучення між двома столицями було припинено з 1998 року. Поїзд курсує тричі на тиждень і прямує через станції Вінниця, Жмеринка, Могилів-Подільський, Окниця, Унгени тощо. Маршрут міжнародного сполучення має стиковку на станції Унгени з можливістю здійснити узгоджену пересадку до станції Ясси (Румунія), де розташований міжнародний аеропорт.

## Послуги

### Музей
З 2011 році на станції Київ-Пасажирський, біля 14-ї колії, працює музей залізничної техніки просто неба. В експозиції музею паровози, тепловози, електровози, залізничні вагони, інші види рухомого складу і колійного обладнання.

### Зона відпочинку
30 грудня 2021 року АТ «Укрзалізниця» завершило оновлення ексклюзивної зони відпочинку для пасажирів на Центральному залізничному вокзалі столиці. Відтепер пасажирам доступна повністю оновлена локація, що отримала назву Business&Family Lounge від Укрзалізниці.
Цілодобовий лаунж розташований на першому поверсі будівлі вокзалу та має окремий вхід з Вокзальної площі зі східної сторони (ліворуч від центрального входу до вокзалу). Сервісний центр, що розташовувався тут раніше, зазнав капітальної реновації та розумного перепланування із залученням команди архітекторів та інтер'єрних дизайнерів LoGoVo.
Простір був переоблаштований для зручності пасажирів, які подорожують по роботі або просто потребують зручного місця для очікування рейсу з можливістю підключення до швидкісного інтернету, підзарядки гаджетів та з якісною кавою. У розпорядженні гостей лаунжу є коворкінг-зона та переговорна кімната. Крім цього, лаунж спеціально адаптовано для пасажирів з дітьми: пасажирам доступна велика дитяча кімната з м’якою ігровою поверхнею, вбиральня зі сповивальним столиком та дитяче меню від Do&Co Kyiv.
Лаунж також має простору зону відпочинку та бар-зону з кавою Idealist, бібліотеку LibrariUZ, душові кімнати та зону чистки взуття.
Простір адаптований для перебування людей з інвалідністю та маломобільних і має інклюзивну вбиральню. Користування мережею Wi-Fi зі швидкісним інтернетом є безкоштовним для відвідувачів лаунжу.

### Камери схову
12 липня 2022 року відновлена робота ручних автоматичних камер схову на залізничному вокзалі Києва, які розташовані:
- у касових залах на Центральному вокзалі;
- в переході (конкорсі) між Центральним та Південним вокзалами;
- на Південному вокзалі.

Усі камери схову надміцні та під постійним відеонаглядом.

### Довідкова інформація
Довідкова служба вокзалу працює цілодобово та надає інформацію про розклад руху поїздів по Києву та всій Україні.
Багажне відділення вокзалу станції Київ-Пасажирський Південно-Західної залізниці пропонує послуги про відправлення багажу та вантажобагажу, вартість за їх перевезення, періодичність курсування багажних вагонів та вартість інших додаткових послуг, що надаються багажним відділенням можна отримати звернувшись по телефону, чи особисто в багажне вокзалу за адресою: 03038, м. Київ, вул. Федорова, 32 (на території станції Київ-Товарний).

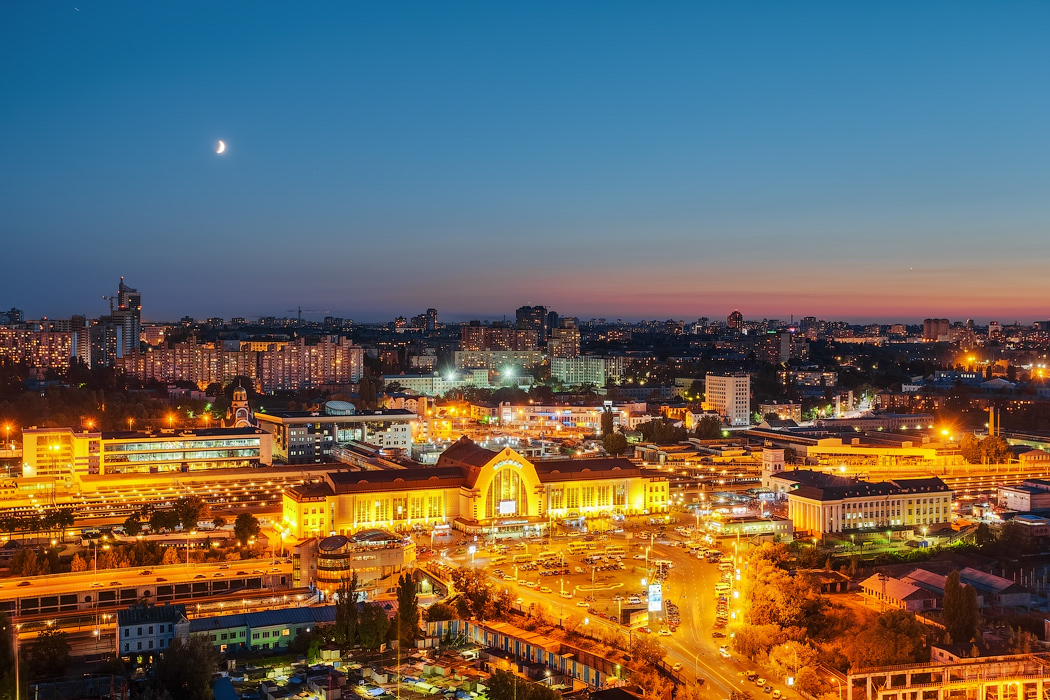
Центральний залізничний вокзал
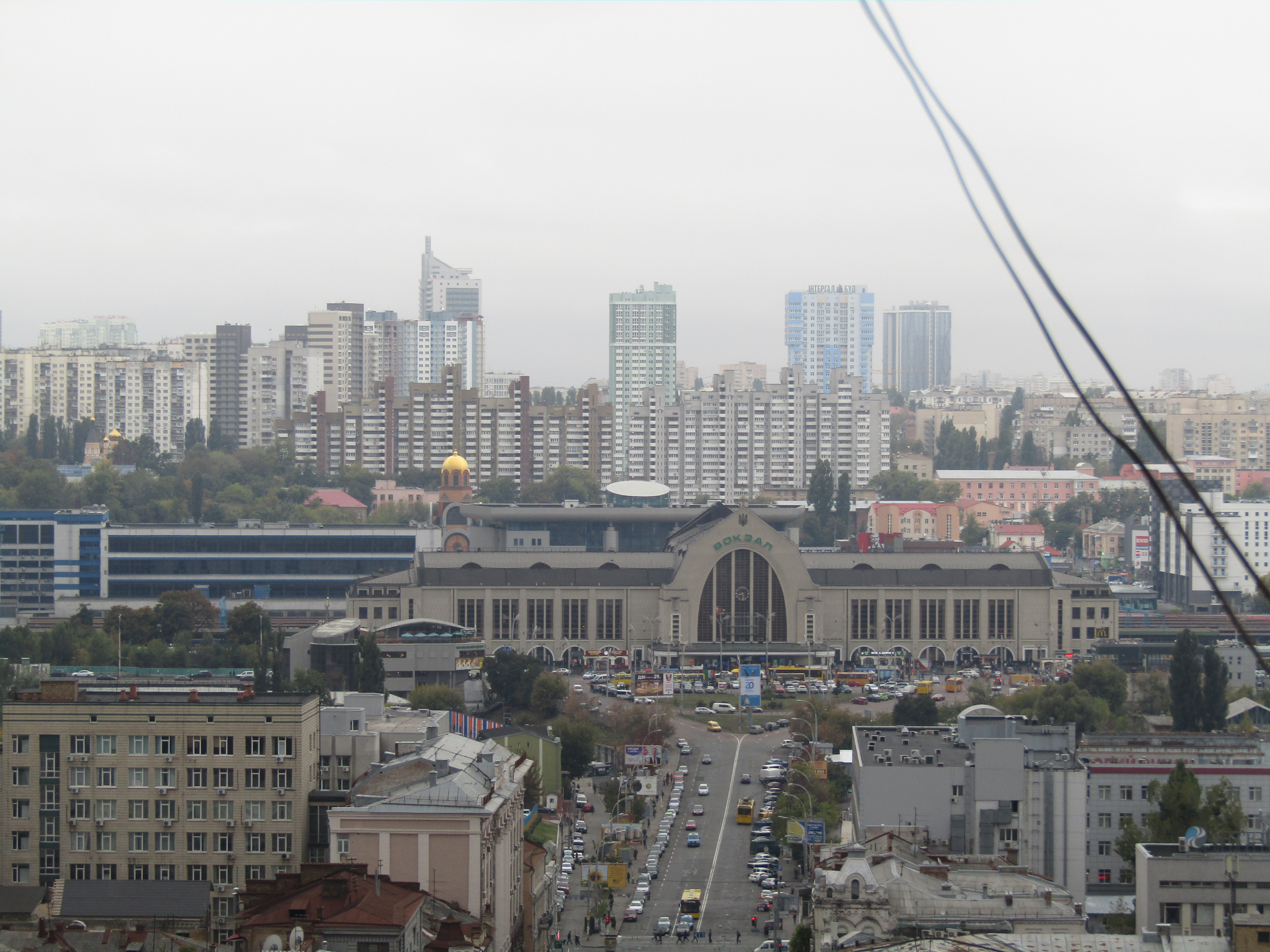
Вигляд з готелю «Експрес»
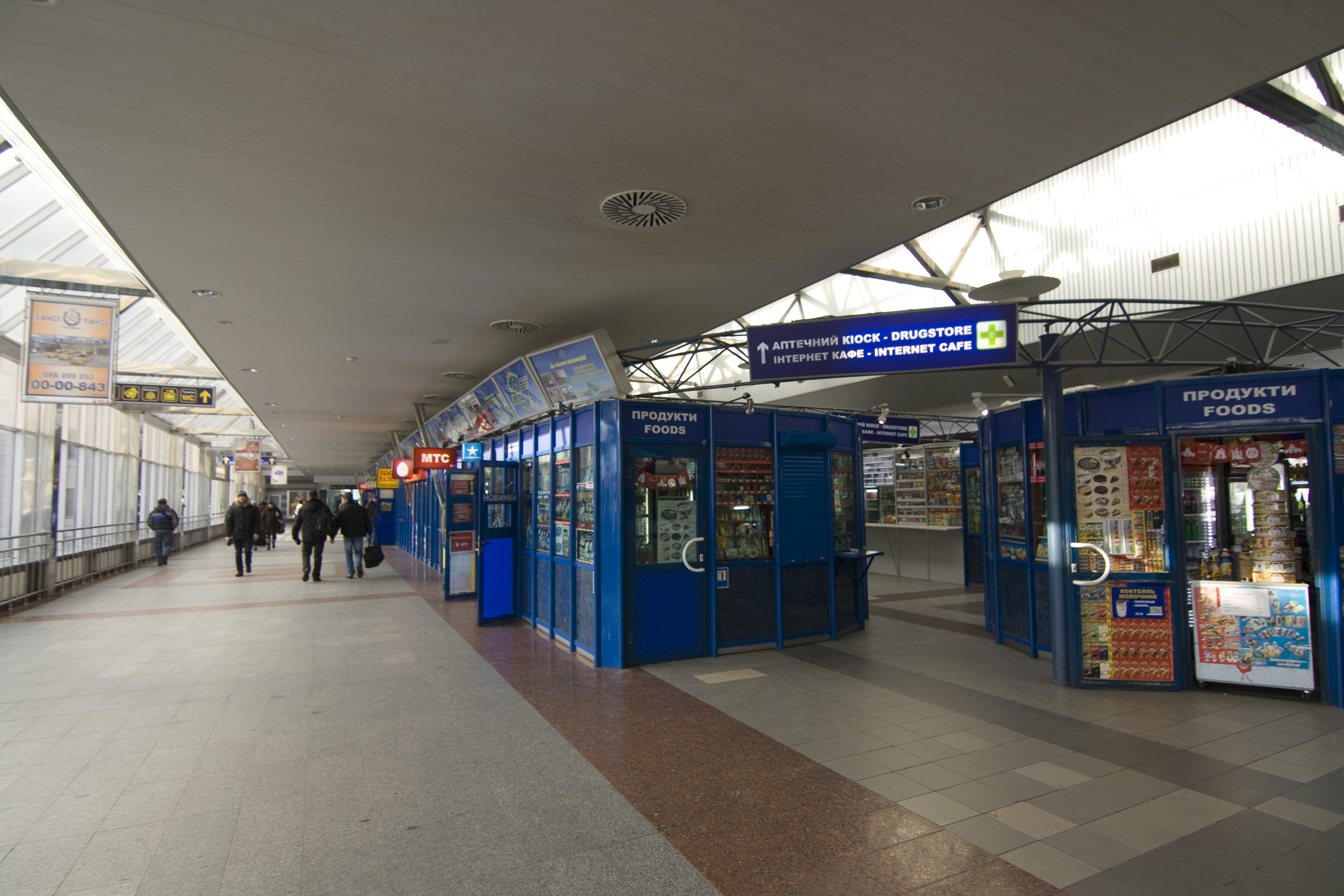
Конкорс вокзалу
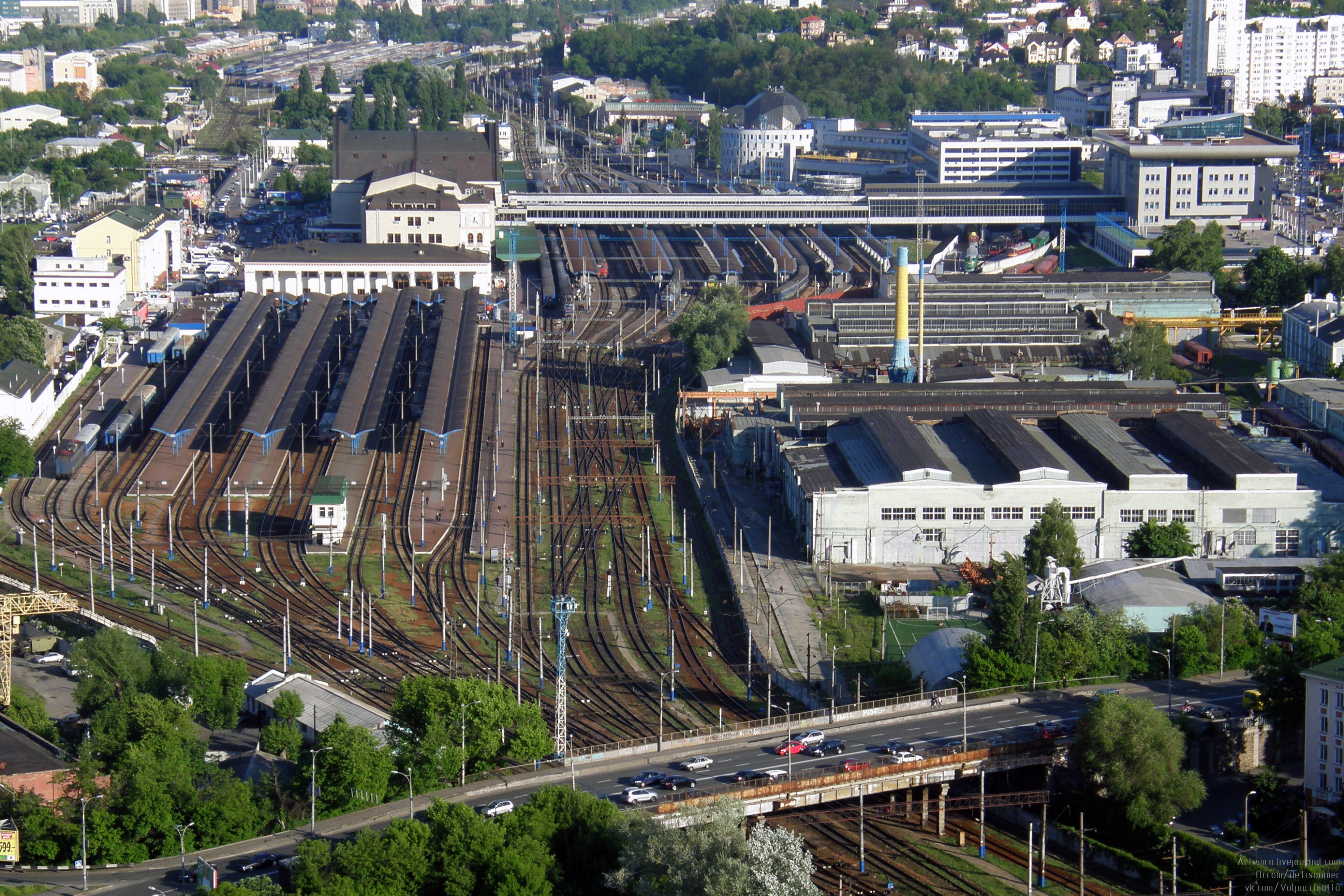
Панорама станції
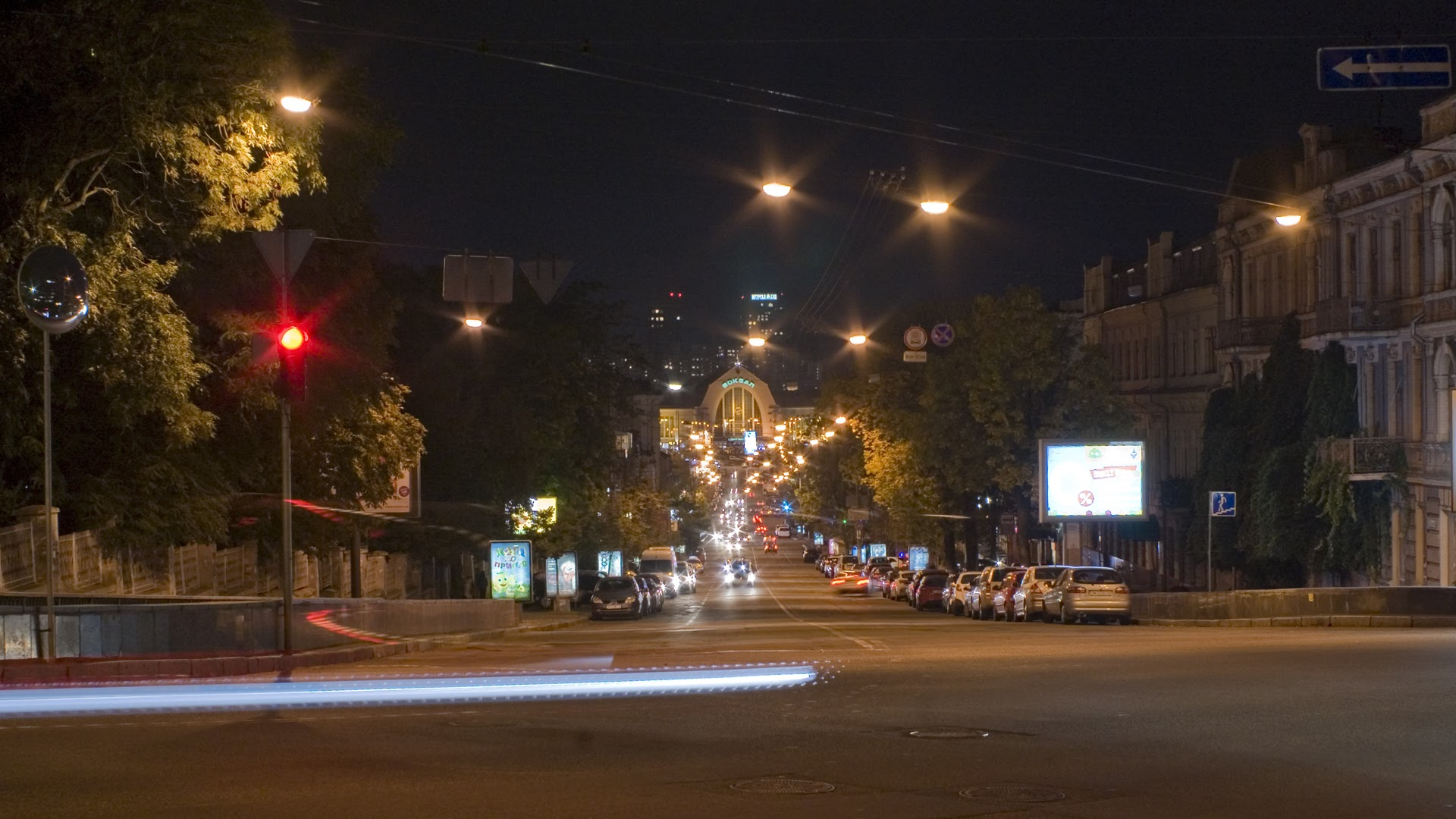
Вигляд з боку бульвара Тараса Шевченка

### Експрес-каса
З 1 вересня 2016 року на Центральному вокзалі Києва функціонує експрес-каса, де пасажири можуть придбати квитки на поїзди, які вирушають менш ніж через дві години. Продаж квитків здійснюється навіть на поїзди, які вирушають через 15 хвилин. Єдиною умовою є наявність вільних місць.
Експрес-каса працює у вікні № 37, на першому поверсі вокзалу. Час роботи — цілодобово, з невеликими технічними перервами. На вокзалі періодично лунають оголошення про роботу «експрес-каси». Також експрес-каса є на Південному вокзалі.

### Послуга доставки ручної поклажі
З 3 лютого 2020 року «Укрзалізниця» запровадила в пілотному режимі нову послугу для пасажирів — доставка ручної поклажі до/з потяга на станції Київ-Пасажирський. Зокрема, пасажирам пропонують доставку ручної поклажі з вокзалу до вокзалу або адресну — від дверей до дверей. Замовлення адресної доставки передбачає, що кур'єр сам забере поклажу та доставить за кінцевою адресою. Послугу надають за бажанням пасажира, який має проїзний документ і здійснює поїздку від станції початкового відправлення до кінцевої станції прибуття потяга. До перевезення приймають ручну поклажу пасажира вагою до 36 кг включно.

## Галерея

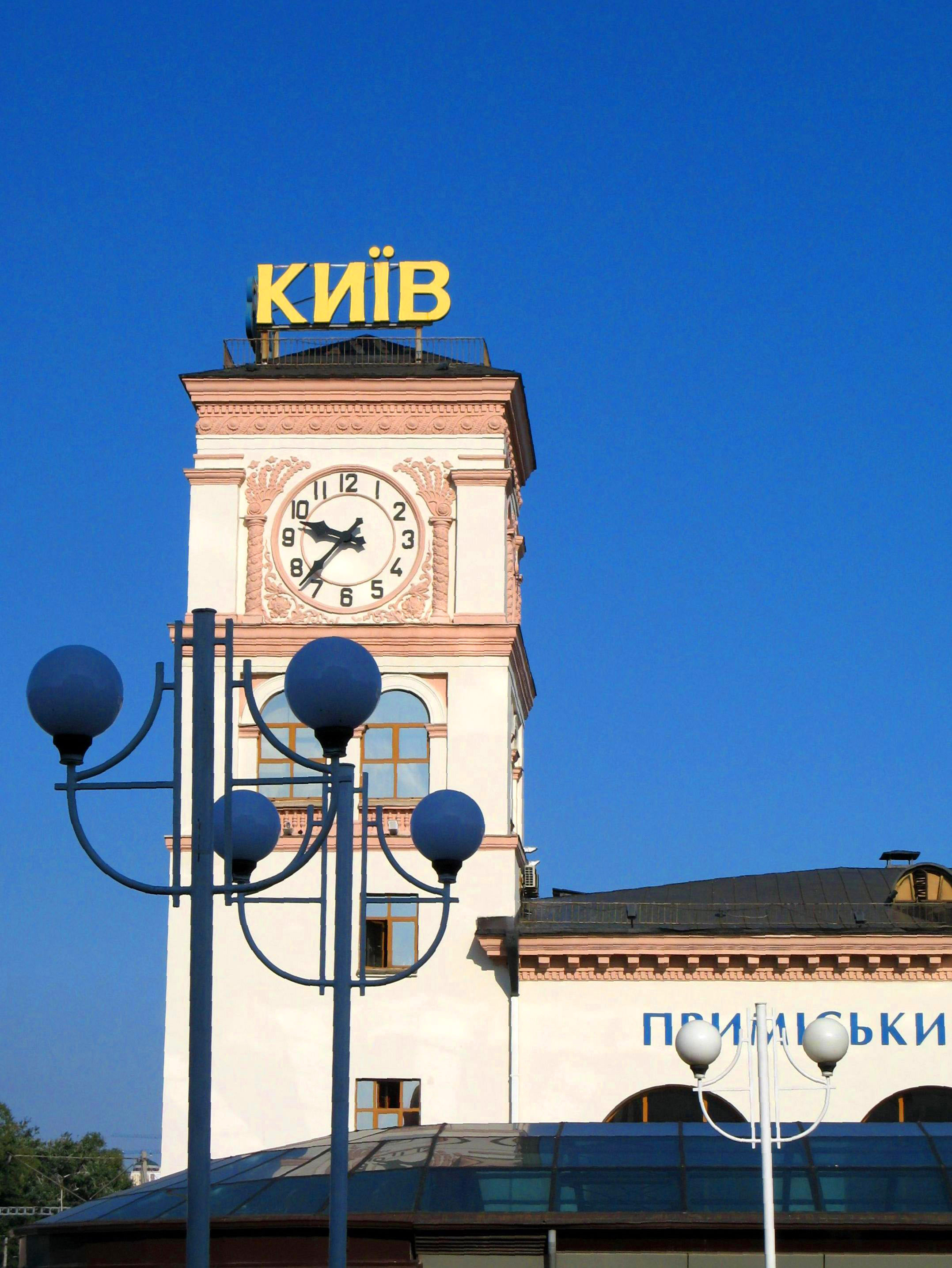
Вежа з годинником та написом «Київ»
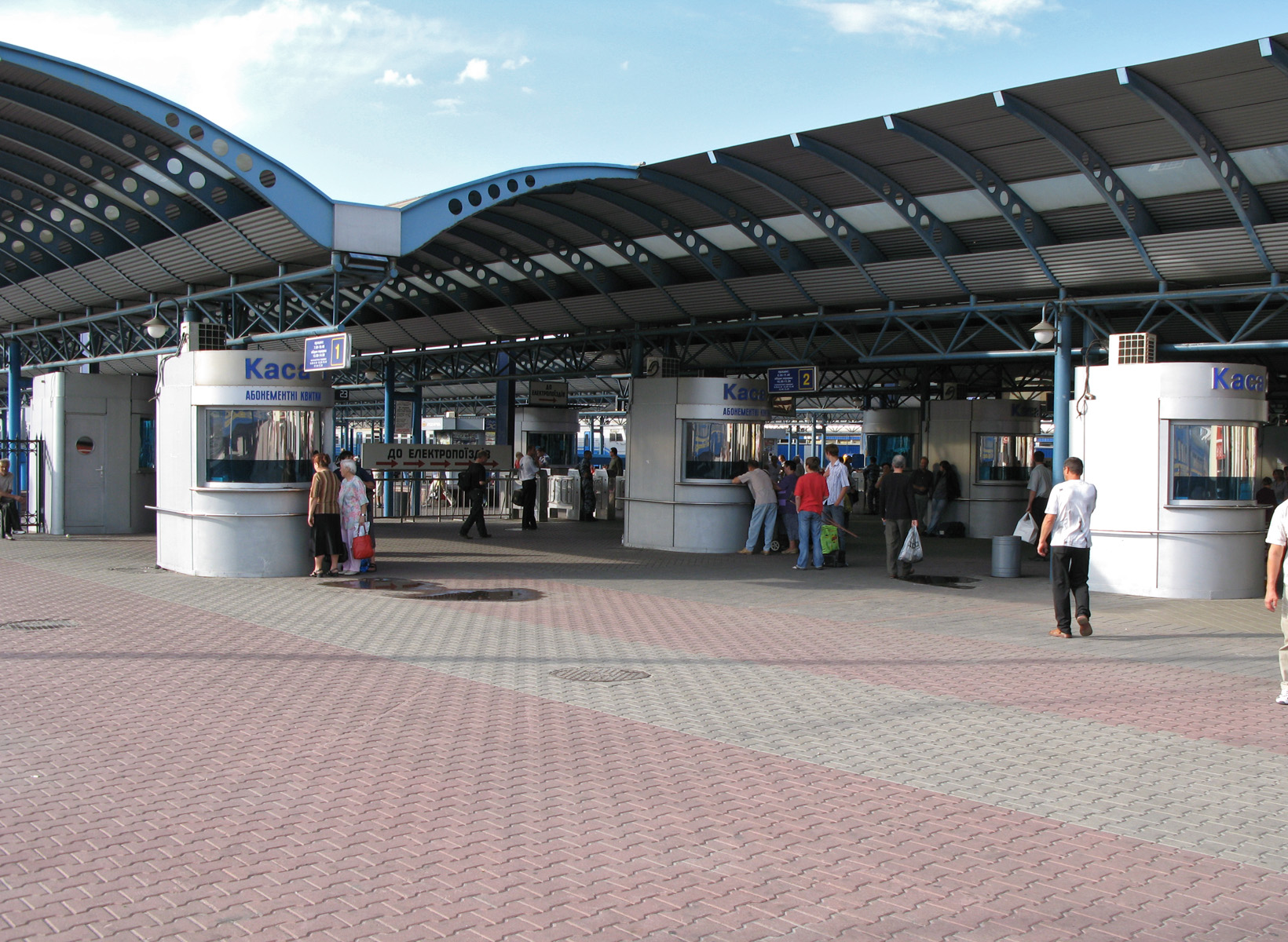
Платформа
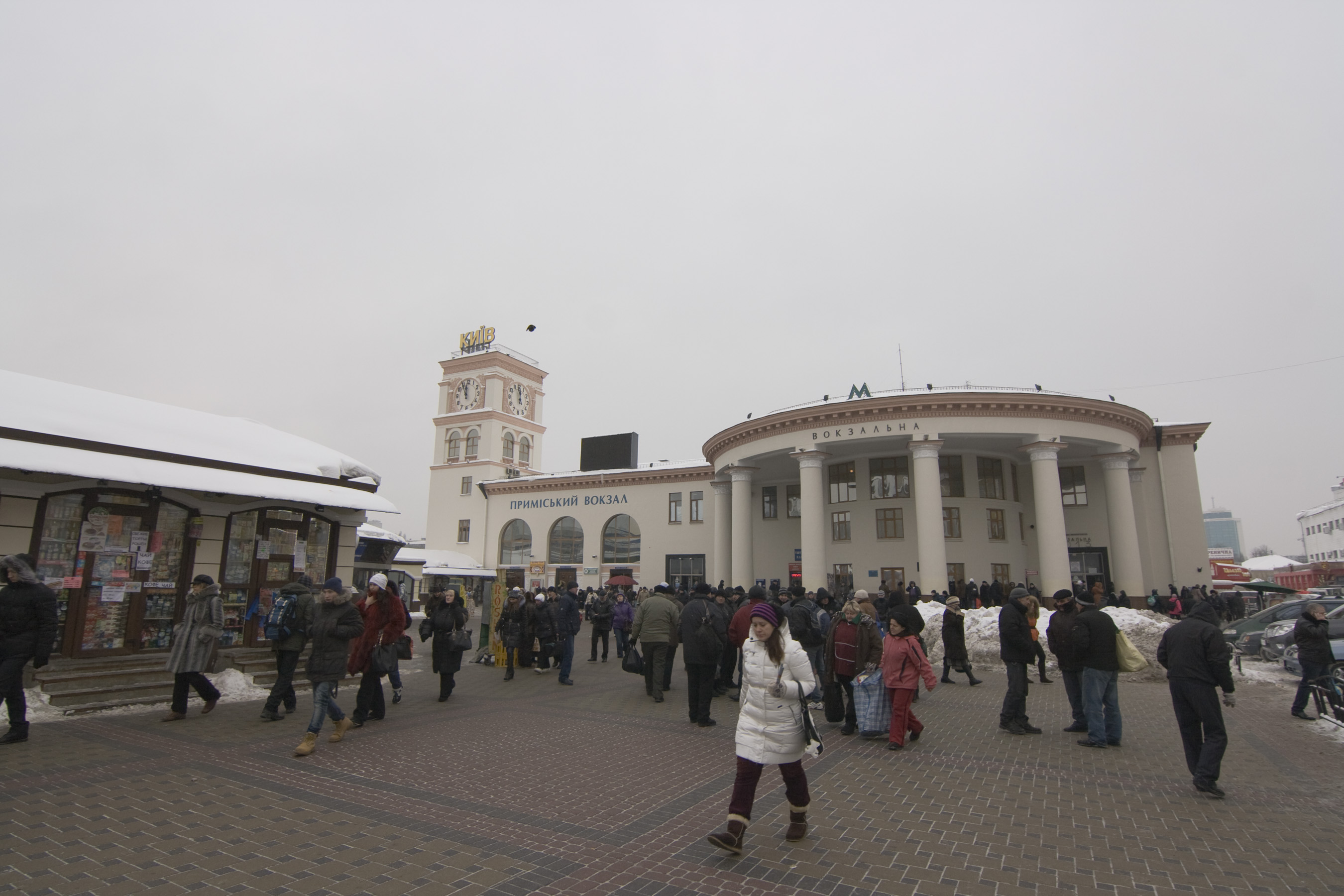
Привокзальна площа
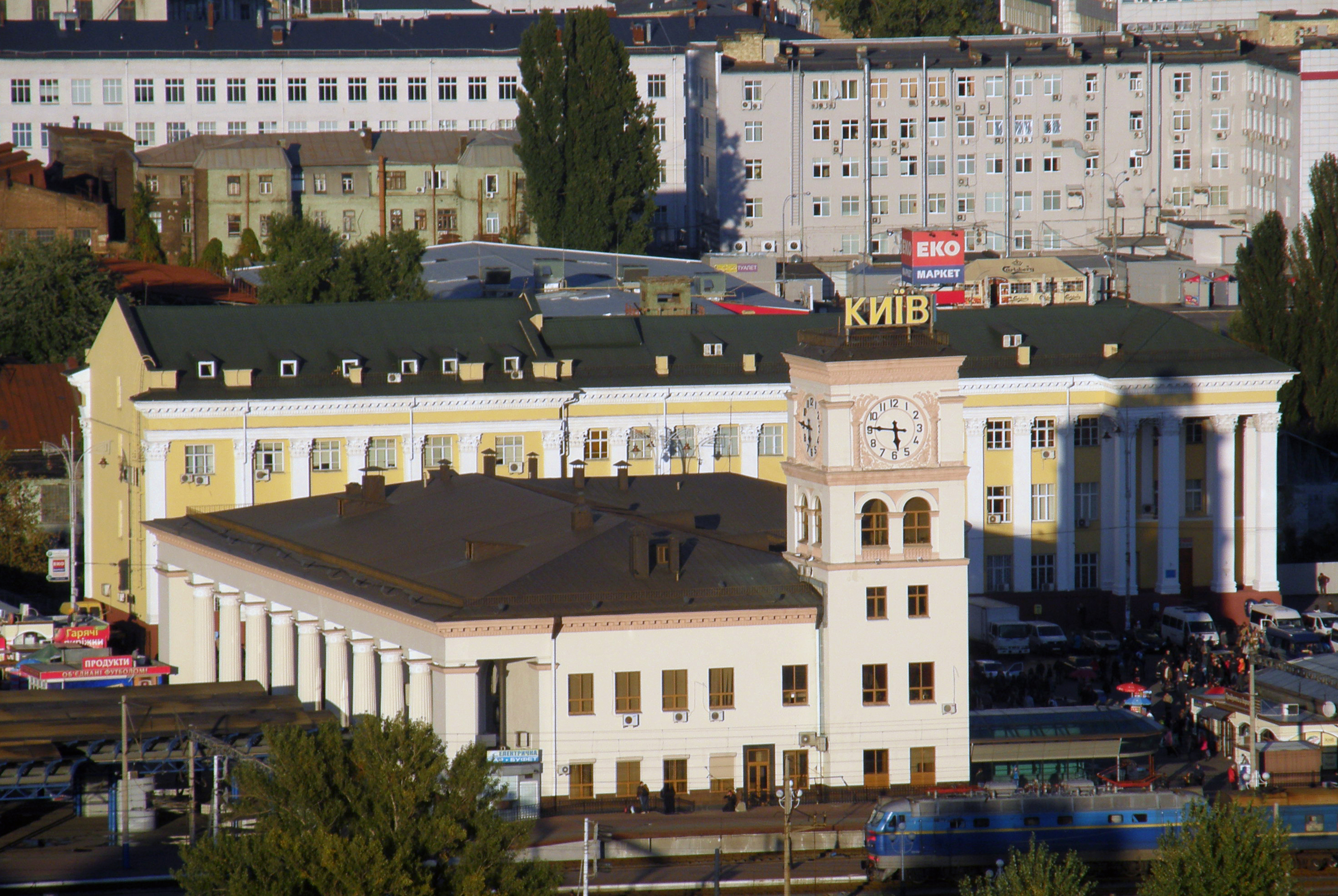
Вокзал згори
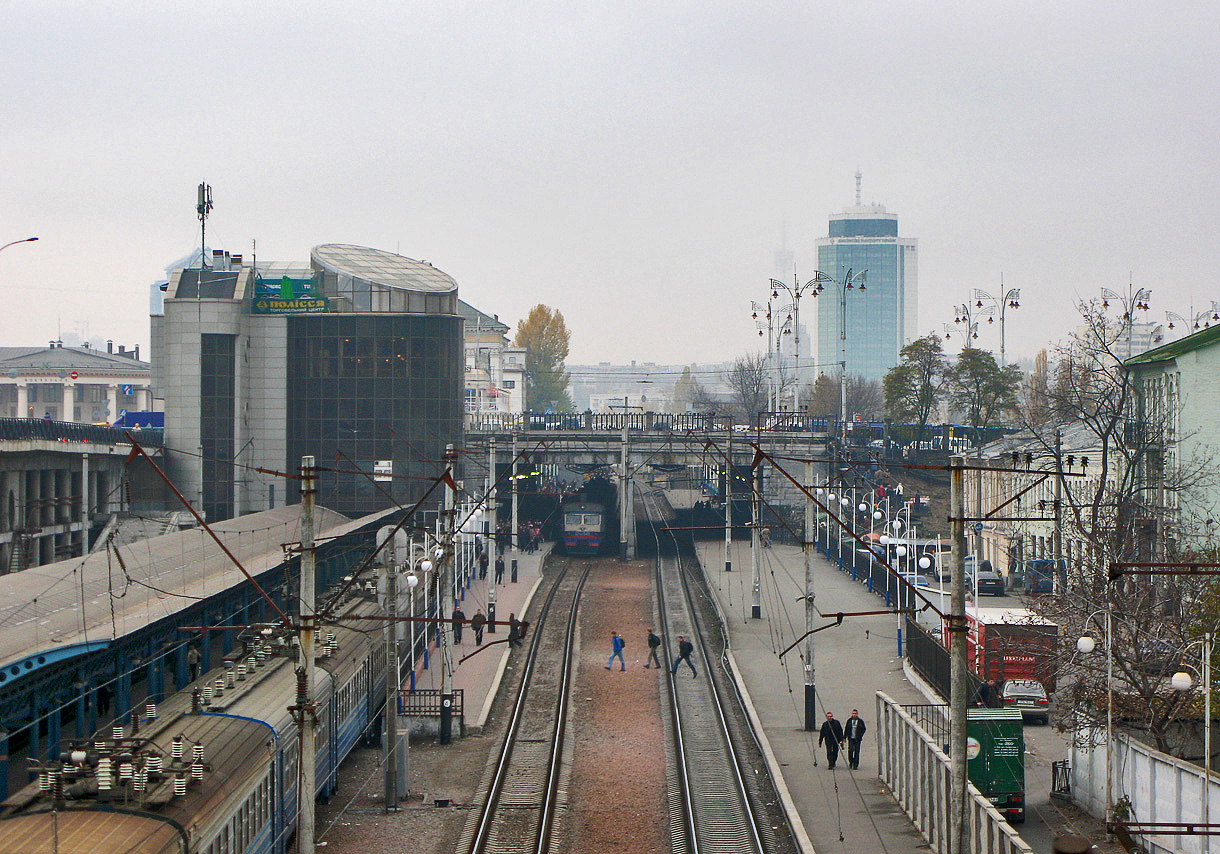
Київ-товарний
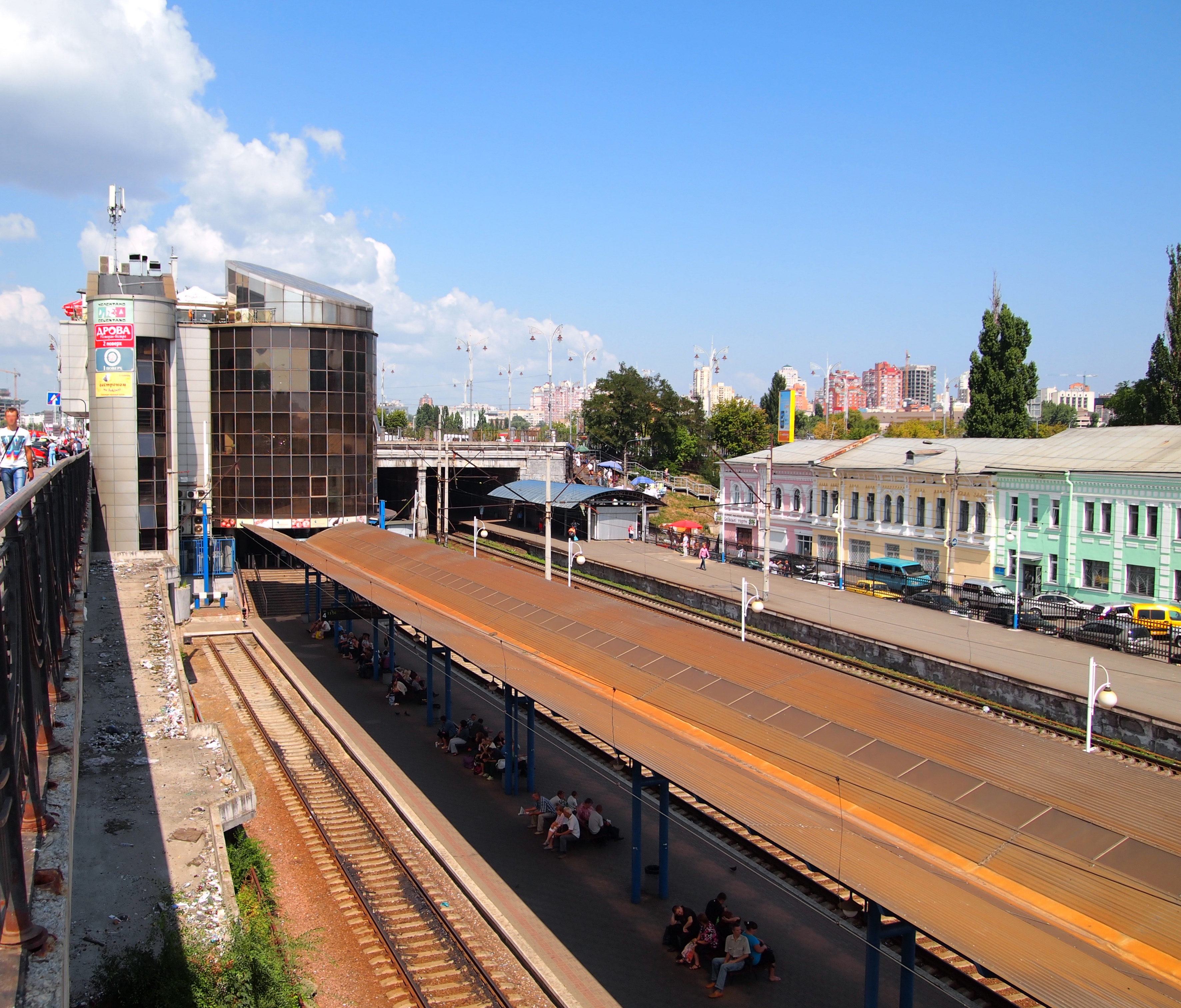
Вид на платформи
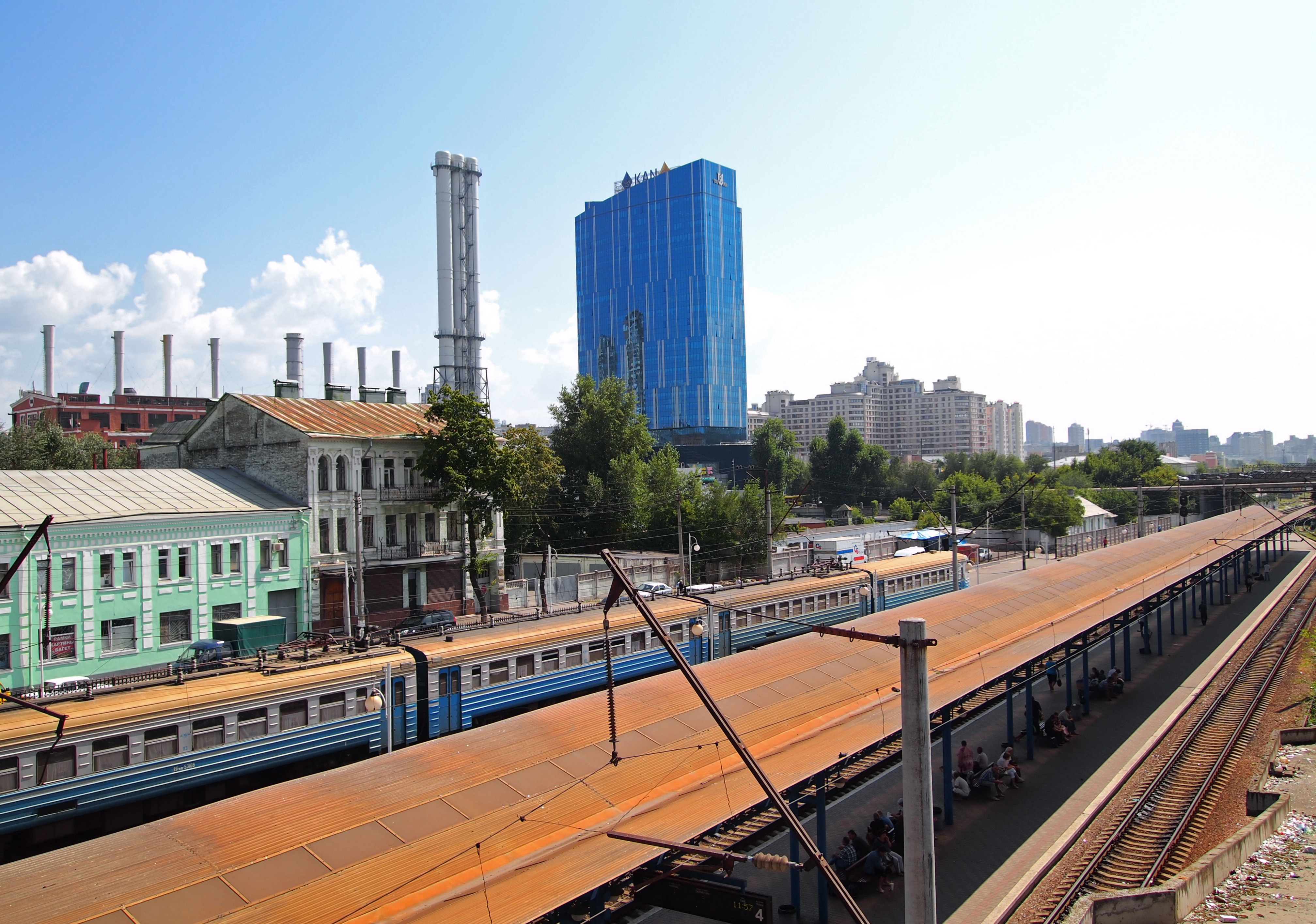
Вид на платформи з іншого ракурсу
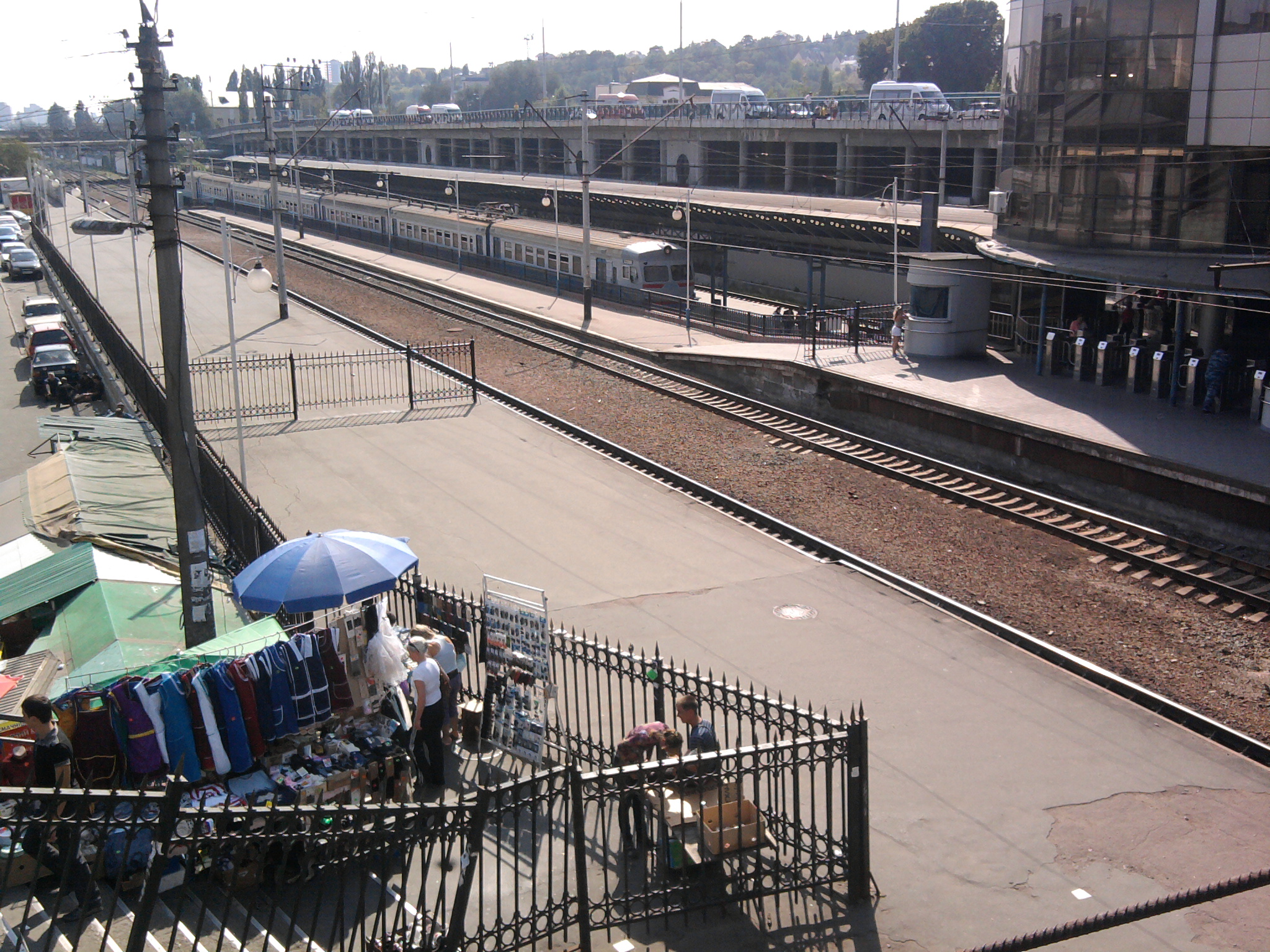
Вихід
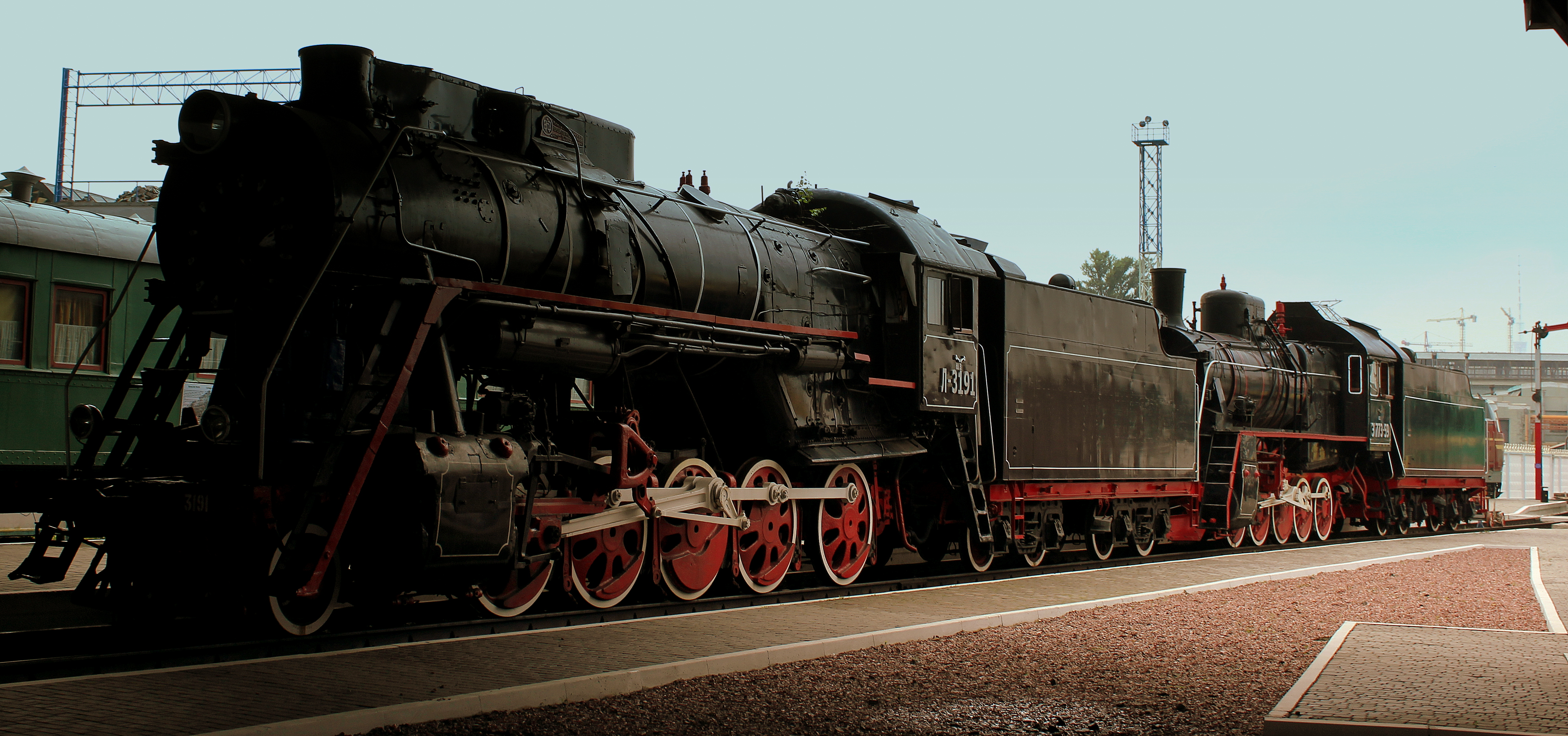
Музей Укрзалізниці
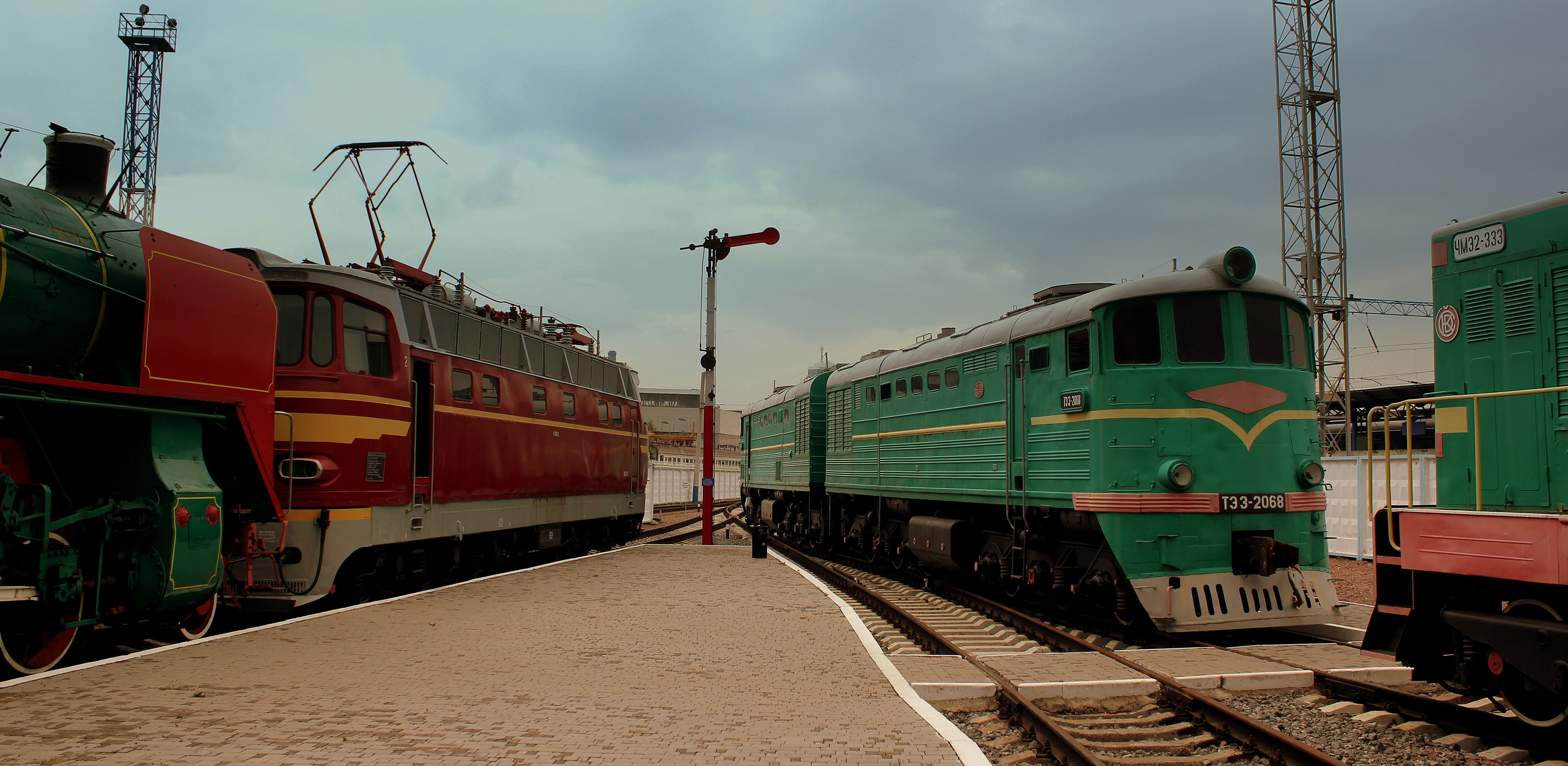
Старі Потяги
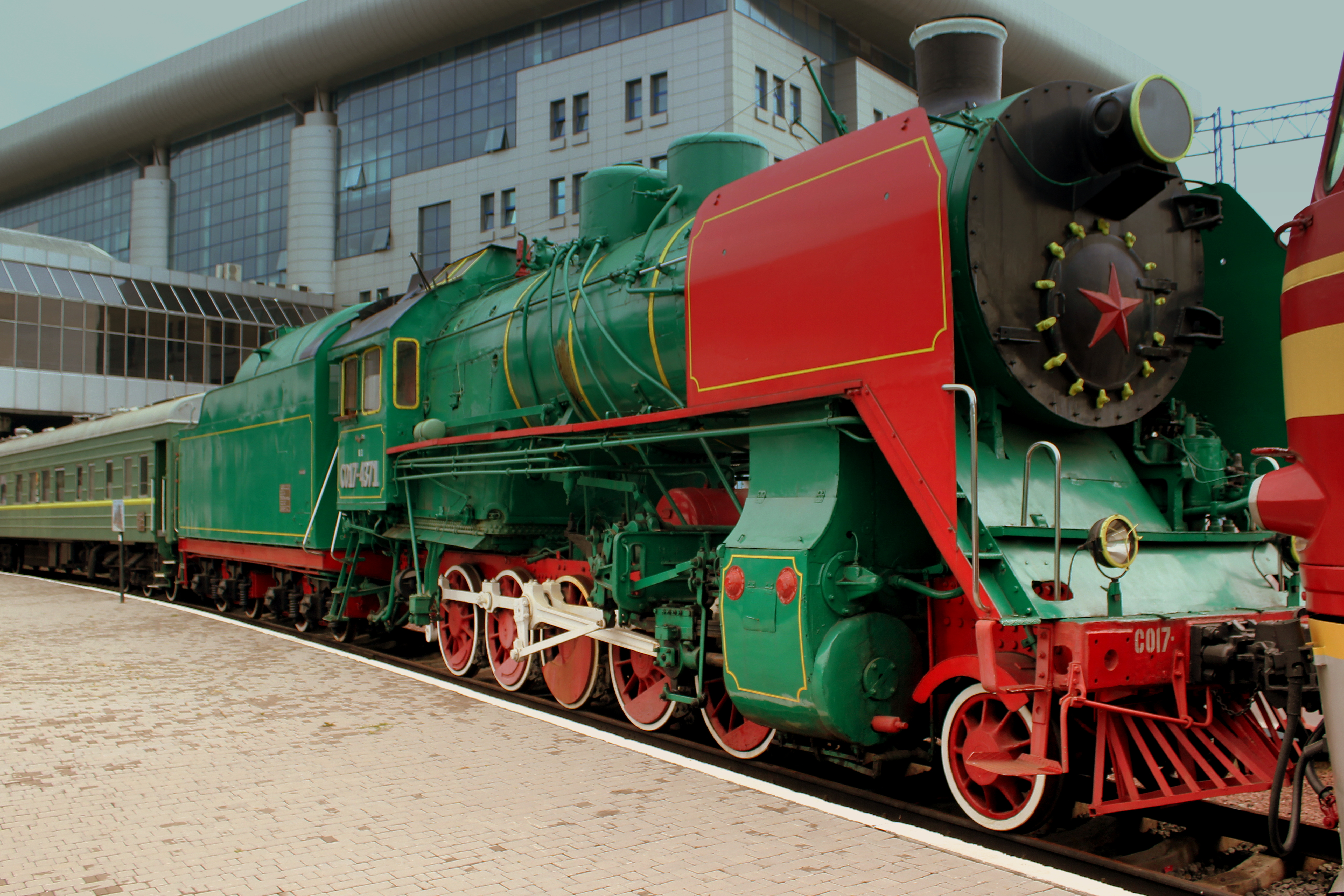
Старий локомотив
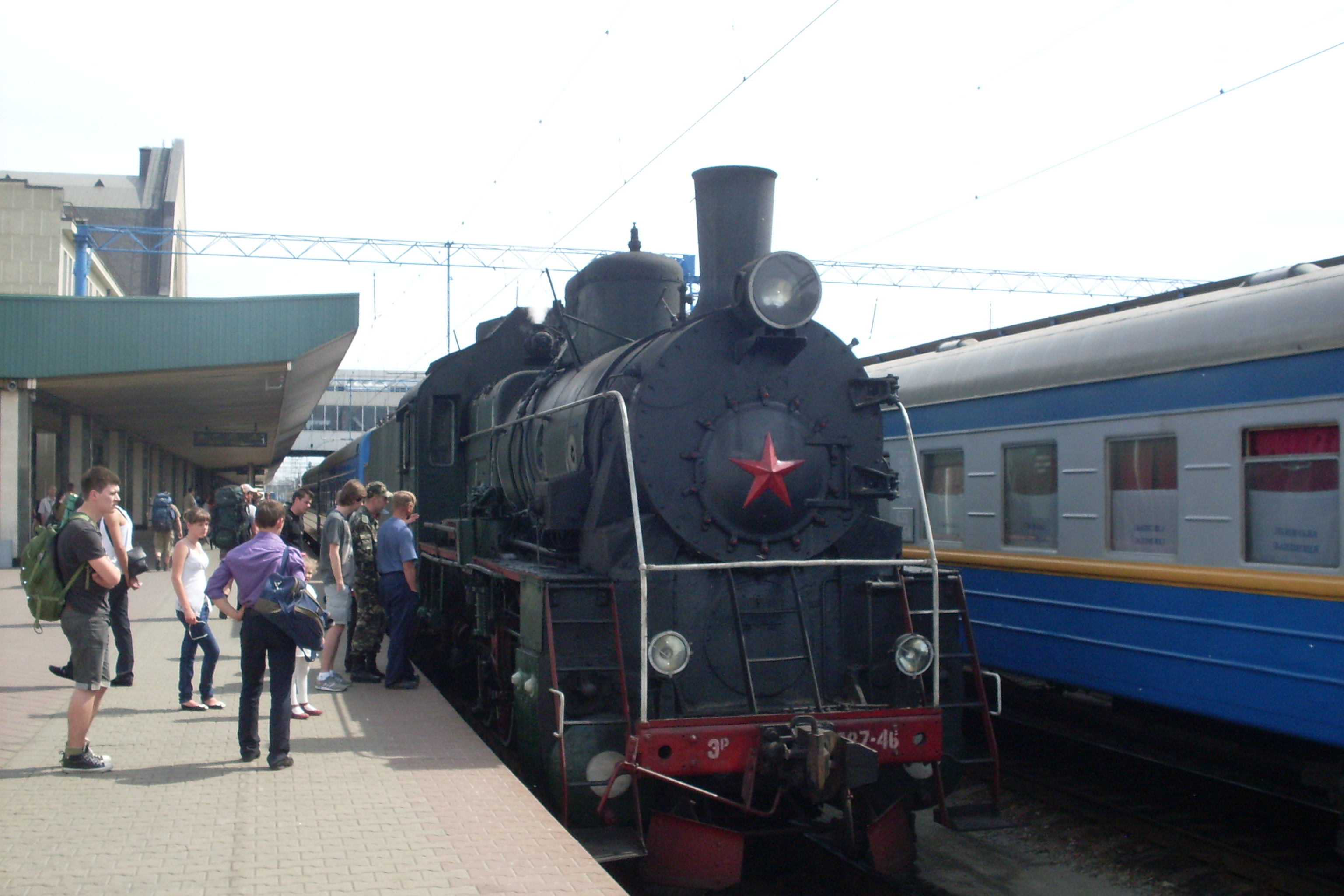
Ретро-потяг